# Società per azioni
La società per azioni (sigla italiana S.p.A., inglese Ltd. e Inc., francese, spagnola e portoghese S.A., tedesca AG e olandese N.V.) è una società di capitali dotata di personalità giuridica e una autonomia patrimoniale perfetta, nella quale le partecipazioni dei soci sono rappresentate da titoli trasferibili, le cosiddette azioni suddivise in più tipi, e nella quale la gestione è delegata a un organo di gestione come ad esempio un consiglio di amministrazione (CDA).
Le società per azioni sono normate dal diritto commerciale (facente parte del diritto privato) e la sua branca che si occupa nello specifico delle società per azioni (e non di società di capitali di altro tipo) è il diritto societario; in inglese è detto "corporate law" o "company law". La corporate law norma (anche) questa forma giuridica che ha l'obiettivo di rendere efficienti le transazioni economiche con un abbattimento dei costi di coordinazione tra i membri (viene fornita dal diritto una organizzazione di default) e una mitigazione dei rischi (da come si nota dalle loro cinque caratteristiche base e dalle soluzioni escogitate per risolvere il problema principal-agent/il problema di agency, tale per cui un membro della società per azioni può agire in modo opportunistico verso altri membri societari o terze parti come le banche o ostacolare il business).
Le società per azioni, che possono essere sia private sia partecipate a maggioranza dallo Stato, esistono tipicamente per svolgere attività di business e investimenti. Lo studio e trattazione delle società per azioni si intreccia con il mondo della finanza, per esempio quando si parla di borsa (stock exchange) e di come funzionano le azioni (shares) e le obbligazioni (bonds), e con etica del business quando si parla della responsabilità sociale d'impresa (corporate social responsibility CSR).

## Caratteristiche
Esistono due modi per definire una società per azioni: tramite una definizione univoca o tramite alcune caratteristiche universali reperite attraverso il diritto commerciale comparato. Riguardo alla prima, la definizione di cosa sia una qualunque società come forma giuridica (inclusa quella per azioni, in inglese britannico "company" e in inglese statunitense "corporation") è abbastanza problematica. Una definizione diffusa è quella di società come "bundle/nexus of contracts", cioè una rete di contratti sia espliciti (e.g. tra soci fondatori, con creditori come le banche e i fornitori, con gli investitori, con i lavoratori assunti, ecc.) sia impliciti (e.g. l'impegno di ottemperare a tutti gli obblighi imposti dallo Stato in materia di fisco e rispetto di standard). Pertanto, la sua esistenza si basa su/declina attraverso dei contratti e coloro che hanno rapporti e interessi con essa (stakeholders) hanno rapporti di natura contrattuale; in altre parole, la società è la controparte contrattuale.
In tutto il mondo, il modo di organizzare un business detto "società (di capitali) per azioni" ha cinque caratteristiche sempre presenti e tali per cui questa forma giuridica e prevista per legge in tutto il mondo è riconoscibile (per necessità, si introducono anche alcuni concetti base di finanza, come il funzionamento delle azioni e delle borse):
- la personalità giuridica (separate legal personality): un ente che ha personalità giuridica può essere titolare/proprietaria di beni/cespiti (asset), presentarsi come controparte quando si stringe uno o più contratti (fino a formare una rete di contratti che stanno alla base di tutte le sue attività di business) e addirittura indebitarsi con fornitori, banche e obbligazionisti, accumulando dunque liabilities. Nel caso limite, può essere denunciata o denunciare qualcuno e viene identificata con un nome proprio, e.g. "Apple". Pertanto, si attribuiscono a essa delle caratteristiche umane nonostante sia un'entità astratta. Siccome essa ha il suo patrimonio, ovvero ha un suo capitale sociale (che include non solo i soldi in un conto corrente bancario, ma anche beni tangibili e intangibili di proprietà come brevetti e capannoni), ciò implica che il suo patrimonio non coincide con quello di ogni suo possibile stakeholder: se la società per azioni si indebita e la banca esige i soldi del prestito con gli interessi, essa potrà esigerli dalla società con cui ha firmato il contratto di mutuo e non dai suoi manager, dal suo fondatore, dai lavoratori, dagli azionisti e dagli obbligazionisti. In poche parole, è dotata di autonomia patrimoniale (separate patrimony), in questo caso "autonomia patrimoniale perfetta" (vedi avanti). Siccome i creditori della società non possono aggredire gli asset degli stakeholder ma solo quelli della società, si dice che tra la società e gli stakeholder si frappone un velo societario (social veil/corporate veil o entity shielding). Di converso, i creditori degli stakeholder non possono aggredire gli asset della società ma solo quelli degli stakeholder: per esempio, se un azionista ha un mutuo in banca ed è insolvente, la banca non può aggredire i beni della società in cui ha investito. Questa peculiarità in particolare viene detta "protezione da liquidazione" (liquidation protection), che si declina anche nella misura in cui gli azionisti non possono ritirare le loro azioni a piacere (altrimenti la società fallirebbe in qualunque momento), diversamente dalle partnership/partenariati. Pertanto, le partnership hanno un'autonomia patrimoniale imperfetta, mentre le società per azioni sono dotate di autonomia patrimoniale perfetta. Nonostante la società di capitali sia una persona giuridica, siccome è un'entità ha bisogno di avere un rappresentante che ha l'autorità, per esempio, di firmare i contratti di compravendita e di mutuo in cui la società è una delle parti contraenti. Per esempio, esso può essere uno dei manager (o "dirigenti" o "gestori" o "amministratori").
- la responsabilità limitata (limited liability): come già accennato, la società di capitali nel momento in cui si indebita o è soggetta a liquidazione dopo una dichiarazione di bancarotta, cioè di insolvenza nei confronti dei creditori, essa risponde ai suoi debiti tramite solo e unicamente gli asset che possiede e non tramite gli asset dei singoli stakeholder, pure se gli asset rimasti della società sono insufficienti per ripagare tutti i debiti o tutti i creditori e anche nel caso in cui, al momento della liquidazione, abbia asset pari a zero. Pertanto, i suoi stakeholder hanno responsabilità limitata e una sorta di scudo detto "owner shielding", mentre gli asset della società e gli asset dei singoli stakeholder sono ben suddivisi (corporate-type asset partitioning). Il suo contrario si dice "responsabilità illimitata". Alcuni problemi di opportunismo (anche solo potenziale) derivano sia dalla personalità giuridica sia dalla responsabilità limitata (a cui si collegano l'autonomia patrimoniale e il velo sociale, grazie al quali gli stakeholder hanno responsabilità limitata): per esempio, una società potrebbe commettere dei crimini e, se condannata, i manager criminali potrebbero non essere toccati personalmente da risarcimenti. Per risolvere questo problema, alcuni casi eccezionali permettono di mutare la responsabilità in capo agli stakeholder limitata in illimitata tramite la perforazione del velo sociale (pierce the social veil). Quanto all'asset partitioning, la partizione può ulteriormente approfondirsi se la società li suddivide nel momento in cui crea una società figlia e controllata (la società controllante o madre viene chiamata "società holding", mentre la figlia o controllata si dice "società sussidiaria/subsidiary corporation") e le assegna degli asset. Se la società holding si indebita e mette come garanzia/security i suoi asset, i creditori non possono rifarsi sugli asset della società figlia per soddisfare il credito; pertanto, la partizione degli asset si può unire a una partizione/allocazione oculata del rischio in capo a una società piuttosto che a un'altra (risk allocation).
- il capitale sociale suddiviso in azioni liberamente trasferibili tramite compravendita: un'azione (share) è un prodotto finanziario (incarnato da un pezzettino di carta oggi virtuale e dematerializzato, siccome si comprano e vendono online e a distanza) che permette di fornire denaro alla società tramite il suo acquisto e il suo possesso. Per esempio, se si compra un'azione di 1000$, si sta finanziando la società scelta di 1000$, tale per cui il suo capitale sociale aumenta (quest'ultimo si usa come garanzia verso i creditori o come risorsa per pagare i fornitori e i lavoratori o, in primis, come capitale di rischio per intraprendere dei progetti di business, come la vendita in un Paese arabo di carne halal a buon prezzo, fermo restando che alcune società non sono a scopo di lucro ma sono non-profit perché si occupano di diritti umani e lotta alla povertà e alle malattie). Il senso ultimo di comprare azioni è quello di partecipare ai ricavi dei progetti di business che vanno a buon fine (a volte si assiste a un fallimento di mercato, cioè a un flop). Pertanto, a una certa cadenza, l'azionista riceve del denaro proveniente dai ricavi nella misura in cui ha investito, cioè il dividendo (se quei 1000$ corrispondono al 12% del capitale sociale totale, il possessore dell'azione riceve sul suo conto corrente il 12% dei guadagni come dividendo). Tutti i soci azionisti hanno il diritto a ricevere dividendi: vige cioè il divieto di patto leonino. L'obbligazione invece è una sorta di prestito concesso alla società che, a differenza dell'azione, deve rimborsare tutto il denaro dell'obbligazione compreso di interessi (che sono il margine di profitto dell'obbligazionista: non riceve dividendi ma interessi ed è più tutelato). Queste azioni si possono scambiare tramite vendita e acquisto in privato o, nel caso in cui la società per azioni sia quotata/iscritta in un'istituzione/mercato finanziario che esiste apposta per la compravendita di tali prodotti finanziari, in una borsa valori/stok exchange come il NYSE (New York Stock Exchange), il NASDAQ, la Borsa di Milano, di Londra, di Tokyo e di Shanghai, per esempio. Le società si possono quotare (e diventare società quotate, "listed/publicly traded corporations") se rispettano tutti i requisiti base (e.g. avere un certo capitale sociale minimo, riuscire a sostenere le spese di quotazione, rilasciare un bilancio trimestrale/quarterly financial report o farsi controllare le scritture contabili da un'agenzia di audit per evitare truffe contabili) e, al lancio, le azioni hanno un prezzo detto IPO (initial pubblic offering) che può anche essere sovrastimato o sottostimato. Altrimenti, la società si dice "società non quotata" (unlisted corporation). In base alle regole della singola società, le azioni non si possono restituire alla società in un qualunque momento, altrimenti andrebbe in qualunque momento in liquidazione (liquidation protection), ma sono liberamente vendibili a un certo prezzo a nuovi azionisti per esempio nella borsa: possono circolare e trasferirsi liberamente. Le azioni si possono vendere perché, per esempio, la società è in perdita o perché il suo valore aumenta siccome la società è profittevole o crea una buona impressione negli investitori. Questi presupposti sono anche alla base della speculazione borsistica in contesto di compravendita in borsa, detto "trading", che oggi avviene il più delle volte a distanza tramite piattaforme online apposite (trading online). Nonostante i possessori delle azioni (e dunque i detentori della società e dei suoi profitti) cambino anche in continuazione, la società può continuare il suo business/operato senza interruzioni. Se un azionista detiene dal 51% in su del capitale sociale, si dice che è un azionista di maggioranza (majority shareholder), altrimenti è un azionista di minoranza (minority shareholder), comunque questi ultimi godono di alcune tutele. Un'altra società può comprare azioni di una società e, se compra il 100% delle azioni, si dice che ha acquisito la società. Una società si dice che ha un azionariato ristretto se il capitale sociale è in mano a un piccolo gruppo di persone (se la società è unipersonale, è in mano a una sola persona, il "sole owner") o frammentato/polverizzato (se numerosissimi azionisti possiedono piccole parti di capitale. Si pensi ad esempio alle grandi multinazionali in cui investono molti piccoli investitori e alcuni grandi investitori come banche e miliardari). Pertanto, c'è una differenza tra "widely held corporations" e "closely held corporations". Se poi una società ha restrizioni alla trasferibilità delle azioni, si può indicare come "società chiusa/privata" (closed/private corporation), mentre quella senza troppe particolari restrizioni si può indicare come "società aperta/pubblica" (open/public corporation).
- la gestione delegata a un consiglio di amministrazione centralizzato (board of directors): specialmente nel caso in cui l'azionariato sia frammentato/polverizzato, per rendere il processo di assunzione di decisioni di business, investimento e gestione aziendale (decision making, business planning, management a ogni livello) più fluido e per darlo in capo a persone competenti e che hanno un interesse a gestire direttamente la società, gran parte dei processi decisionali vengono affidati a dei top manager/senior manager che si riuniscono in un organo di gestione detto "consiglio di amministrazione" (CDA). Ciò non avviene nelle micro-imprese e piccole e medie imprese (PMI, in inglese SMEs), che per esempio possono essere a trazione familiare o di un piccolo gruppo di persone che possono conoscersi bene personalmente. Quindi, la gestione delegata, ovvero una gestione non più in capo ai pochi soci presenti, è necessaria in particolare nelle società con un gran numero di soci che cambiano spesso in base alla compravendita di azioni (open corporations con azionariato polverizzato). In una soluzione di compromesso, la gestione e rappresentanza dei soci sono delegate a un singolo manager, cioè il singolo direttore generale, ma ciò è possibile se l'azionariato non è diffuso. I top manager del CDA si distinguono dai manager che si occupano di eseguire/mettere in pratica le decisioni del livello più alto, ovvero i manager operativi (operational managers). All'interno del CDA si possono trovare il Presidente del CDA con un Vice-Presidente, il CEO (chief executive officer/amministratore delegato) e il CFO (chief financial officer/direttore finanziario) ma i ruoli possono sovrapporsi. I manager hanno chiaramente un potere decisionale, ma gli statuti impostano come si relaziona il loro potere rispetto ai soci e viceversa e dunque come si suddivide il potere. Per esempio, alcune proposte del management possono essere messe ai voti. In alcuni casi eccezionali, alcune decisioni estremamente importanti non sono prese dal management ma dai soci, per esempio delle modifiche nello statuto, la modifica dell'oggetto sociale (cioè l'obiettivo/missione generale della società, paragonabile al mission statement) o del nome della società e tipologia (la denominazione sociale), la decisione di quotarsi in borsa o di fare delisting (ovvero abbandonare la borsa), ecc. La presenza della gestione delegata porta all'ideazione di svariate strategie per evitare l'opportunismo del management, che comunque non è l'unico soggetto potenzialmente opportunista in una società, e sorvegliarne l'operato mediante un eventuale organo di controllo e supervisione. Per fare un esempio di opportunismo, uno dei manager potrebbe usare i soldi del capitale sociale per comprarsi un'auto di lusso. A questo si aggiunge il bisogno di tarare la lunghezza della carica di ogni manager e il processo di eventuale rielezione, ovvero di rinnovamento della carica, o di elezione dei nuovi manager e di allontanamento/sfiducia. I soci partecipanti, sostanzialmente, finanziano le operazioni dei manager mettendo a disposizione un capitale sociale (che è capitale di rischio) e ne sopportano le perdite o, in alternativa, ne beneficiano del successo sotto forma di dividendi. Il management stesso beneficia del proprio operato se buono e di successo in termini di carisma e di dividendi (anche i manager talvolta possono essere soci).
- il possesso in capo ai soci: nella misura in cui i soci/azionisti versano liquidità nella società comprando azioni, i soci hanno il possesso (ownership) della società. Pertanto, hanno diritto non solo a ricevere dividendi nella misura della loro partecipazione, ma hanno anche il diritto di voto nelle situazioni in cui devono esprimere il consenso o meno a una proposta di business o investimento o a una nomina e revoca di cariche di amministratori o nel momento in cui devono approvare un bilancio e fare modifiche allo statuto (charter), che è la carta fondamentale in cui sono scritte le regole su cui si basa la singola società. Nel caso base, il valore del proprio voto è pari/proporzionato alla propria percentuale di partecipazione: per esempio, se un azionista in un determinato momento di tempo detiene il 12% del capitale sociale in base alle azioni comprate (cioè ha versato un "input" di denaro pari al 12% del totale), il suo singolo voto vale il 12%. Se è l'azionista di maggioranza, che detiene almeno il 51%, basta il suo voto per decretare la scelta finale. Questo principio plutocratico è diverso dal "one share, one vote" (un'azione, un voto) in cui si va per maggioranza in base al numero di azioni detenute e non per partecipazione (ma il principio one share, one vote sporadicamente si può trovare applicato; in parecchi casi viene scartato perché è preimpostato di default in tutti gli ordinamenti). I soci, laddove si riuniscono fisicamente, si riuniscono in un organo collegiale deliberativo detto "assemblea dei soci", diverso dall'organo di gestione (ovvero il CDA). Quello di manager (sia senior manager sia manager di livello inferiore) e di azionista sono ruoli che comunque possono sovrapporsi perché anche i manager possono acquistare e vendere azioni e partecipare ai profitti del loro stesso operato sotto forma di dividendo (che dunque si integra allo stipendio). Anche i lavoratori possono partecipare all'azienda per lo stesso motivo e, nei casi estremi, i manager o i lavoratori possono salvare l'azienda che ha dichiarato fallimento dalla liquidazione investendoci tramite l'acquisto di azioni (management buyout ed employee buyout); attenzione: la dichiarazione di fallimento non è sempre seguita da una liquidazione, siccome si evita con un'acquisizione da parte di un'altra società, con un management buyout, con un employee buyout o rinegoziando i crediti con i creditori in modo tale da ottenere, per esempio, una dilazione o cancellazione parziale o una qualche altra agevolazione (anzi, se la società si liquida e non possiede abbastanza asset da pignorare e/o rivendere all'asta per recuperare denaro, il credito si perde irrimediabilmente). Siccome la società è posseduta dai soci nella misura in cui detengono il capitale, ciò si abbatte non solo sulla distribuzione dei dividenti e del diritto di voto, ma anche alla distribuzione degli asset rimanenti durante la liquidazione (per esempio, se un azionista detiene il 12% del capitale sociale, in fase di liquidazione ha diritto al 12% di ciò che resta una volta che le banche, che sono creditori con il diritto di precedenza/diritto di prelazione a prescindere, vengono ripagate. Se non resta nulla, gli azionisti non hanno diritto a nulla. Nell'ordine, vengono rimborsati le banche, gli obbligazionisti, gli azionisti che detengono azioni speciali, gli azionisti comuni e tutti gli altri creditori. I creditori secondari, cioè senza diritto di precedenza, si dicono "chirografari", mentre il relativo credito si chiama "credito chirografario").

## Attività delle società per azioni
Negli Stati Uniti la società per azioni può svolgere attività sia economica (business corporation) sia senza scopo di lucro (non-profit corporation); lo stesso accade in alcuni ordinamenti di civil law (ad esempio, in Germania, Austria e Svizzera). Negli altri ordinamenti di civil law e di common law, invece, la società per azioni è destinata allo svolgimento di attività economiche ed è, quindi, nettamente distinta dalle persone giuridiche destinate allo svolgimento di attività senza fine di lucro.
La società per azioni è la forma tipica con la quale viene esercitata la grande impresa: infatti, la responsabilità limitata, la frazionabilità dell'investimento e la possibilità di liquidare lo stesso con relativa facilità tramite la vendita delle azioni (soprattutto quando sono quotate in borsa) rappresentano un considerevole incentivo a investire nella società, acquistandone azioni e consentono quindi di raccogliere ingenti capitali di rischio per finanziare attività imprenditoriali di rilevanti dimensioni. Non a caso, in tutto il mondo la quasi totalità delle grandi imprese nazionali e multinazionali hanno questa forma giuridica.
Anche molte imprese pubbliche hanno natura giuridica di società per azioni, che sono cioè controllate da una o più amministrazioni pubbliche (società a partecipazione pubblica); in certi casi queste società sono disciplinate da norme speciali, che derogano la disciplina generale delle società private. A volte sono addirittura attribuite a una società per azioni funzioni amministrative, sicché la società stessa si può considerare come una vera e propria amministrazione pubblica.
Lo scopo finale della corporate law (e anche delle società nel diritto) è tuttavia controverso: secondo una visione prettamente neoliberista, lo scopo delle società e della legge è quello di servire agli interessi di tutta la società, siccome la società intera è uno stakeholder/portatore d'interessi. Questa visione si sposa con la filosofia della responsabilità sociale d'impresa, tale per cui le persone e l'ambiente vengono rispettati e si lascia in eredità un mondo migliore; in più, vengono anche inclusi stakeholder come i lavoratori, i creditori e fornitori, che meritano delle tutele ai loro interessi e al loro welfare. Secondo un'altra visione, la corporate law e le società hanno il fine ultimo di massimizzare i profitti della società nel diritto, e quindi di massimizzare il ritorno sull'investimento (return on investment) degli azionisti sotto forma di distribuzione di un dividendo (e/o di un aumento del valore di un'azione o obbligazione); quest'ultima ha il solo ruolo di realizzare profitti, siccome altri ruoli (e.g. rispettare l'ambiente) non sono di sua competenza e non le sono connaturati. Una terza visione conciliante spiega che il welfare sociale aggregato si può raggiungere se in partenza si massimizzano i profitti degli azionisti (e dunque se si persegue lo shareholder value, il "valore per gli azionisti", cioè il valore tale per cui le corporation esistono per creare e massimizzare profitti).

## Fonti del diritto delle S.p.A. e il ruolo della legge; la scelta della giurisdizione

### Fonti primarie e secondarie e i contratti
Le fonti del diritto (sources) che normano e illustrano le società per azioni si trovano negli ordinamenti giuridici delle varie nazioni del mondo (fonti primarie) e sia negli statuti (charter) delle singole società che nelle regole di quotazione delle borse (stock exchange rules) in cui eventualmente esse sono quotate (queste fonti sono secondarie e si integrano a quelle primarie). Il corporation's charter/statuto societario viene anche detto "articoli di associazione" (articles of association) o "costituzione" in senso lato (constitution). Lo statuto societario spiega i termini base delle relazioni tra gli shareholder/azionisti di maggioranza e minoranza della società e tra shareholder e manager (oltre al nome della società e all'oggetto sociale, cioè il suo scopo/missione). Lo statuto, in modo esplicito o implicito/per scontato, può diventare parte di un qualunque contratto tra la società e gli impiegati o creditori, tale per cui accettano per esempio il modo preciso in cui è organizzata.
L'importanza del diritto comparato (in tal caso, diritto commerciale comparato) nello studio delle società per azioni si comprende nel momento in cui non esiste un unico codice di leggi mondiale che le norma, anche se le hanno alcuni tratti in comune. Per esempio, le leggi che governano le SARL (società anonime a responsabilità limitata) non sono le stesse delle GmbH tedesche, della Corporation statunitense e della S.p.A. italiana.
Oltre alle fonti primarie e agli statuti delle società e delle borse, si aggiunge il diritto fallimentare (bankruptcy law/insolvency law), che norma la prassi fallimentare e l'eventuale liquidazione, e il diritto tributario (tax law), che spiega quali tasse e che ammontare devono pagare le società allo Stato. A essi si aggiunge il corpus di leggi che normano le transizioni delle securities, ovvero le leggi sui titoli mobiliari (securities law), che possono normare anche aspetti di trasparenza informativa (information disclosure) e della gestione delle acquisizioni e fusioni (Mergers & Acquisitions).
Altre fonti ancora possono essere singole leggi e simili (e.g. UK's City Code on Takeovers and Mergers) o singoli precedenti giuridici.
Altre leggi riguardano non la forma della società per azioni, ma il suo business, per esempio le leggi che impongono un controllo sull'inquinamento in nome della CSR (responsabilità sociale d'impresa/Corporate Social Responsibility) o che impongono i certificati sanitari, fitosanitari, di fumigazione e di conformità nel momento in cui si esportano prodotti particolari (e.g. alimentari, vegetali, chimici e farmaceutici, prodotti esportati nel Paesi islamici o in Israele...). La legge dei contratti, come dice il nome stesso, è anch'essa collegata ma norma in primis la composizione dei contratti, non la forma della società per azioni.

### Il ruolo della legge e i tipi di provisione
Il diritto societario, facente parte del diritto commerciale, come già accennato regola le società per azioni, ma in teoria la società potrebbe essere regolata semplicemente dallo statuto e da contratti. In pratica, ciò non è fattibile o conveniente siccome alcune leggi societarie impongono degli standard minimi da seguire, ovvero degli elementi mandatori, dei "paletti". Per esempio, una società per azioni è obbligata con una certa cadenza a dichiarare informazioni intorno ai suoi asset e al suo cash flow nel foglio di bilancio/bilancio d'esercizio (balance sheet) per una questione di trasparenza informativa/information disclosure. Senza quest'obbligo imposto, le società per azioni potrebbero sfruttare a loro vantaggio l'asimmetria informativa (information asymmetry) per esempio nei confronti dei potenziali creditori come le banche o nei confronti dei nuovi azionisti e obbligazionisti, ma simili lacune vistose (anche inserite con intento di dolo) nei contratti sono colmate proprio dalle norme mandatorie. Le norme legali hanno dunque una loro utilità ed efficacia, pure se variano nel tempo e diventano obsolete a causa di riforme o di nuovi precedenti giuridici (queste riforme possono anche scaturire a seguito di scandali o crisi che coinvolgono le società per azioni: si pensi per esempio alla bancarotta della Enron e della Theranos, al crack Parmalat e alla crisi finanziaria internazionale del 2008 o "Grande Recessione"). In più, le leggi di diritto societario hanno un'utilità anche nella misura in cui offrono delle norme di default che diventano automaticamente adottate a meno che si pattuisca diversamente nello statuto societario, pertanto ha la comodità di offrire già una forma standard a cui si possono effettuare sostituzioni ed emendamenti (in caso contrario, si adotta tacitamente o esplicitamente, cioè si conferma); se invece si opta per la modifica, il vantaggio risiede nel fatto che le parti possono trovare una soluzione creativa nel caso in cui lo standard di default diventi obsoleto (in caso di disposizioni mandatorie, bisognerebbe invece attendere che la legge cambi o che spunti un precedente giuridico). Come terza e ultima utilità, facilita la scelta laddove, nella terza casistica, offre un menù di opzioni e alternative (due o più disposizioni possibili) da cui pescare la caratteristica migliore in base al caso. Nel caso in cui le alternative possibili sono solo due (disposizione di default e provisione secondaria), si sceglie la seconda se si fa opting out rispetto alla prima.
In generale, alcune disposizioni legali sono dunque mandatorie, mentre altre sono regole di default, la legge ha una sua utilità e si affianca ai contratti (in primis allo statuto sociale, che peraltro non prevede soluzioni per tutti i possibili sviluppi futuri: è a prescindere un contratto incompleto. La legge fornisce soluzioni ad alcuni sviluppi possibili).

### La scelta della giurisdizione e la concorrenza
In conclusione, si ricorda che la scelta dell'ordinamento giuridico (civil law/basata su leggi scritte; common law/basata sulla dottrina del precedente giuridico; uno dei due sistemi ibridato con la Shari'a, ovvero la legge islamica) e la scelta della giurisdizione sono a discrezione del/i fondatore/i nella misura in cui possono scegliere in che Paese stabilire la sede legale e fiscale della società di capitali (place of incorporation), a prescindere che una sua sede concreta e/o operativa sia in un diverso Paese o da dove si trovino fisicamente i suoi asset. Per esempio, una società può essere fondata in Inghilterra, negli Stati Uniti, in Francia, in Germania, in Italia, in Giappone, ecc. La scelta di un ordinamento e giurisdizione rispetto a un'altra deriva da vari fattori, in primis dalle leggi stesse che offrono e da quanto sono appetibili in contesto. In più, negli Stati Uniti, ogni singolo Stato federale ha le sue leggi; lo Stato in cui sono fondate più di metà delle grandi corporation statunitensi è il Delaware, seguito dallo Stato di New York e dalla California, in cui si trova la Silicon Valley (la legge contrattuale, sulla proprietà e il diritto tributario e fallimentari sono invece normati da standard perlopiù omogenei, cioè validi per tutti e 50 gli Stati). Nell'Unione europea, la libertà di fondare una società per azioni in qualunque suo Stato membro è sancito dalla Convenzione di Schengen (1990), che non si riferisce solo alla libera circolazione di capitali, merci e persone fisiche, ma anche di persone giuridiche. La scelta della sede legale della compagnia deriva anche, talvolta, dal regime fiscale locale: se è favorevole per le imprese, i soci fondatori sono incentivati ad aprire la sede in quel luogo. In alcuni casi limite, il posto viene scelto perché ha delle norme blande in termini di information disclosure e quindi può fungere da paradiso fiscale (tax haven) o da posto adatto a fondare società schermo per commettere crimini (e.g. distrarre beni, evadere il fisco, riciclare denaro, truffare investitori...): si pensi per esempio ad alcune isole nel Pacifico. Svariati paradisi fiscali sono comunque registrati in liste apposite nazionali e sovranazionali e le società fondate in questi paradisi per esempio sono soggette a controlli maggiori e a maggiori obblighi di information disclosure.
Per fare un esempio concreto di scelta dell'ordinamento giuridico (o di come si imposta una società e la sua corporate governance/governo d'impresa), negli Stati Uniti esistono molte più corporation con azionariato diffuso rispetto all'Italia, che invece ha un sistema economico basato su una maggioranza di PMI (piccole e medie imprese, incluse anche le micro-imprese) con azionariato ristretto e che possono essere a trazione familiare; siccome in più hanno l'azionariato ristretto, non è difficile reperire in esse un socio di maggioranza (che, in Paesi come l'Inghilterra, può anche essere un fondo pensione o una compagnia assicuratrice, mentre in Germania può anche essere una banca commerciale; oggi si aggiungono anche gli hedge fund, cioè i fondi speculativi, e le compagnie di private equity). Questa differenza fondamentale, presente anche tra Giappone e Italia, giustifica alcune differenze nelle leggi sulle società per azioni, siccome non sono identiche tra Italia e i 50 Stati degli Stati Uniti (in particolare il Delaware, nel quale sono fondate la maggior parte delle grandi corporation).
Siccome ogni Stato è interessato ad attirare la sede fiscale di più società possibili, nasce il rischio che uno Stato renda le proprie leggi in materia societaria e tributaria/fiscale vantaggiose oltre una ragionevole misura, tale cioè per cui nasce una competizione sleale o corsa al ribasso (race to the bottom, il contrario di una race to the top).
Il discorso sul ruolo della legge si può estendere al fine ultimo della corporate law e dell'esistenza e attività delle società di capitali, ovvero il dibattito intorno a tre fondamentali opinioni: quella secondo la quale esse servono a migliorare il welfare di tutta la società o a incrementare i profitti degli azionisti o a ottenere il primo scopo di ampia portata attraverso il secondo.

### Breve elenco di alcuni ordinamenti giuridici
In conclusione, alcuni ordinamenti giuridici delle società per azioni nel mondo sono i seguenti (a cui si aggiungono eventuali emendamenti e revisioni siccome le vecchie versioni diventano obsolete):
- Australia: Corporations Act 2001 (CA 2001) in 5 volumi; semplificato dal più breve Corporate Law Economic Reform Program Act 2004
- Austria: Aktiengesetz (AktG), ovvero "legge delle azioni"
- Brasile: Codice Civile brasiliano del 2002 (sociedade limitada) e la legge 6.404 del 15 dicembre 1976 con emendamenti (sociedade anônima SA)
- Canada: leggi delle singole provincie e la legge federale
- Cile: Legge n. 20.190
- India: Companies Act of 2013 con emendamenti
- Italia: Codice Civile italiano, Libro V, Sezione V[3]
- Giappone: Local Autonomy Act (se sono società non-profit, vale il Codice Civile giapponese)
- Germania: Aktiengesetz (abbr. AktG), ovvero "legge delle azioni"
- Regno Unito: Companies Act 2006 in 1300 sezioni e UK's City Code on Takeovers and Mergers insieme ai precedenti giuridici
- Stati Uniti d'America: a livello federale, il Securities Act of 1933 e Securities and Exchange Act of 1934 con emendamenti (in particolare, il Sarbanes–Oxley Act del 2002 e il Dodd–Frank Wall Street Reform and Consumer Protection Act. A livello locale, si aggiungono i singoli codici statali; nel Delaware, il codice locale è la Delaware General Corporation Law (ovvero il Titolo 8, capitolo 1 del Delaware Code). In più, 24 stati su 50 seguono il Model Business Corporation Act (MBCA), che ha subito una revisione. A essi si aggiungono i precedenti giuridici
- Svizzera: Title Twenty-Six of the Code of Obligations, Titolo 26, articolo 620 in poi
- Sudafrica: Companies Act of 2008
- Unione Europea: la Societas Europaea (SE) è governata dalla Council Regulation on the Statute for a European Company del 2004 [nome completo: Council Regulation (EC) No 2157/2001 of 8 October 2001 on the Statute for a European company (SE)]
- Vietnam: Law on Enterprises, Law on Securities e Law on Investment.
- (Ogni borsa/stock exchange ha il proprio statuto e le proprie regole per la quotazione e delisting)

### La società per azioni nell'ordinamento italiano
In passato, la società per azioni (S.p.a.) in Italia era disciplinata dal Codice del commercio del 1865 e poi da quello del 1883 sotto la denominazione di società anonima, di derivazione francese.
La disciplina vigente è contenuta nel Codice civile del 1942, che ha adottato la denominazione attuale. All'interno del Codice, gli articoli che trattano le società sono contenuti nel Libro V ("Del lavoro"), Titolo V ("Delle società", Artt. 2247-2510); quelli sulla società per azioni nello specifico sono il 2325 e seguenti. Fino alla riforma del diritto societario del 2003, passarono indenni al vaglio del cambiamento istituzionale. I titoli successivi al quinto trattato le cooperative, le associazioni, l'azienda e i consorzi, mentre il Libro IV tratta aspetti di legge dei contratti (contract law) e di finanza (titoli di credito).

## Origine storica e principali forze motrici di sviluppo storico
I primi cenni storici di società per azioni risalgono al Medioevo. I mercanti genovesi, per ridurre i rischi dei viaggi per mare, iniziarono a suddividere il carico delle navi cariche di merci o in attesa di caricare merci in piccole quote uguali, chiamate "parti" o "sorti"; gli investitori (e.g. i mercanti che desideravano partecipare a un'impresa comune) non solo potevano finanziare ingenti spedizioni unendo capitali invece che basarsi sul capitale di un solo mercante, ma in più potevano decidere di investirlo acquistando un numero di "parti" piccolo o grande a seconda del rischio (e del futuro profitto) che era disposto a correre. Dopo il ritorno della nave, l'utile/profitto sarebbe stato diviso tra i mercanti partecipanti in base alle "parti" acquistate (e cioè secondo il principio plutocratico). Se tutto il viaggio non fosse arrivato a destinazione, la perdita sarebbe stata suddivisa tra i partecipanti finanziari all'impresa invece che cadere su un solo mercante; i singoli mercanti avevano poi il libero arbitrio di aumentare il loro guadagno (e quindi il loro rischio e viceversa) in base a quanto investivano rispetto agli altri. Simili patti tra mercanti potevano essere messi per iscritto, per esempio nei documenti firmati dai notai, che nell'Alto Medioevo esistevano già. I genovesi avevano così inventato le "azioni", anticipando le attuali Società per Azioni.
La nascita della società per azioni e, più in generale, delle società di capitali (delle quali la società per azioni è il prototipo), si fa risalire alle compagnie coloniali dei secoli XVII e XVIII. Le esplorazioni e gli insediamenti coloniali necessitavano di ingenti finanziamenti e comportavano altresì alti rischi per l'investimento effettuato. Per attrarre i finanziatori, i sovrani presero a concedere la separazione patrimoniale tra la società ed i soci, così che questi ultimi non esponessero il loro intero patrimonio al rischio, ma solo il denaro investito nella compagnia. Da notare come sia essenziale sin dall'origine il momento del finanziamento dell'attività.
Il Codice di commercio napoleonico del 1807 introdusse un tipo generalizzato di società anonima, a cui i privati potevano ricorrere per ottenere, mediante il rispetto di determinate procedure, il beneficio dell'autonomia patrimoniale perfetta. La denominazione di società anonima (société anonyme) la si deve al fatto che le azioni non erano nominative e quindi tutelavano meglio la richiesta di anonimato del mercato al fine degli investimenti. La costituzione di una società anonima, tuttavia, rimaneva sottoposta ad autorizzazione governativa, che veniva concessa solo per imprese che richiedessero di raccogliere capitali anche fra i non imprenditori. Di fatto le società anonime nella prima metà dell'Ottocento erano ancora poche.
Le società per azioni aumentarono considerevolmente di numero e divennero una forma diffusa di impresa solo a partire dalla metà dell'Ottocento. La prima nazione in cui fu permesso di costituire una società a responsabilità limitata senza particolari autorizzazioni fu la Gran Bretagna con il Joint Stock Companies Act del 1856. In Francia l'obbligo di autorizzazione governativa fu abolito nel 1867 e fu da tale data che il numero di società anonime esplose. L'esempio francese fu seguito rapidamente anche negli altri paesi.
Nel corso della storia, si sono registrate delle forze che hanno plasmato in diverse direzioni gli ordinamenti nazionali delle società di capitali, tale per cui non esiste una sola legge universale. Queste differenze sono anche alla base della scelta oculata dell'ordinamento nel momento in cui si fonda una società. Per esempio, alcuni pattern di corporate ownership come già accennato hanno contribuito a differenziare le società: quelle statunitensi hanno un azionariato polverizzato ed è tendenzialmente più difficile trovare l'azionista di maggioranza, diversamente dalle società nell'Europa Continentale (e.g. Italia).
Altre differenze derivano dal modello di economia nazionale: nelle economie chiuse alla competizione internazionale, i competitori di una società di capitali non sono società estere, ma altre società domestiche. Le economie più aperte al resto del mondo e al libero commercio sono caratterizzate da società che competono con il resto del mondo. Pertanto, nel secondo tipo di economia, le società hanno bisogno di essere più competitive in modo diverso dal primo. Per esempio, nelle economie aperte, le società diventano più competitive se si migliora e incrementa la loro capacità di raccogliere capitali dai mercati pubblici e la loro attrattiva. In economie tendenzialmente chiuse all'apporto di investitori stranieri e alla concorrenza straniera, le compagnie hanno invece bisogno di incrementare la loro capacità e/o possibilità di raccogliere capitali attraverso le banche, per esempio.
Un'altra forza che, nella storia, ha plasmato i vari ordinamenti è l'appartenenza o meno di un paese a un ente sovranazionale, tale per cui ha interessi non solo domestici. Per esempio, i paesi dell'Unione Europea, in quanto membri di un'unione, devono armonizzare alcuni aspetti della competizione, pur non arrivando a unificare la corporate law in un unico corpus di leggi europeo (anzi, alcune direttive della Commissione Europea, emanate in ottica top-down, non sono state adottate da alcuni stati). L'armonizzazione di alcuni aspetti deriva dalle direttive top-down della Commissione e, in altri casi, dalle decisioni bottom-up della Corte Europea di Giustizia rivolte alle corporation che operano sul territorio comunitario ma con sede legale all'estero. Per fare un altro esempio, le società negli Stati Uniti hanno diversi ordinamenti l'una dall'altra, ma devono sottostare a una tax law largamente federale; in più, dopo lo scandalo Enron, alcuni aspetti di corporate governance sono passati dalla legislazione dei singoli stati alla legislazione del governo federale tramite il Sarbanes-Oxley Act (2002).

## Introduzione ai problemi di agency e i loro raggruppamenti; i tre attori di enforcement

### Introduzione
Le leggi che riguardano le società per azioni si occupano di elaborare strategie e soluzioni per evitare una problematica direttamente collegata alla società per azioni, ovvero i problemi di potenziale opportunismo di un attore rispetto a un altro. Per la precisione, questi problemi vengono chiamati "problemi di agency" prendendo a prestito un termine dal campo dell'economia; l'agent è colui che rischia di comportarsi in modo opportunistico nel suo agire, mentre il principal è colui che è alla mercé delle azioni dell'agent e rischia di essere colpito dagli esiti negativi sempre dell'agent (per esempio, se un manager ruba denaro alla società o lo investe per comprarsi un'auto di lusso, l'agent è il manager a cui si delega la gestione e il decision-making e il principal è l'insieme di azionisti). L'opportunismo sorge tipicamente in contesto di conflitto di interessi, di assenza di controlli e di asimmetria informativa e causa tre tipi di agency problems o principal-agent problems, tanti quanto sono le relazioni tra stakeholder in una società per azioni: problemi di agency tra i top manager e gli azionisti di maggioranza/di controllo della società (controlling shareholders), tra azionisti di maggioranza e di minoranza (non-controlling shareholders) e tra la società e i creditori (banche, fornitori di materia prima, lavoratori, proprietari di edifici dati in affitto, società a cui pagare i servizi di leasing, franchising, factoring, assicurativi, di consulenza, di ispezione o controllo sanitario della merce, di trasporto ecc. e dunque fornitori di servizi). I creditori in particolare vengono detti "outsiders" rispetto alla società siccome sono stakeholder più esterni, che non agiscono attivamente dentro la società (eccetto il caso in cui non vi investano ingenti capitali) e che sono legati ad essa tramite contratti di vario tipo (e.g. contratto di compravendita, trasporto, immagazzinamento, fornitura, affitto/locazione, leasing, franchising, factoring, polizze assicurative ecc.). Agli outsiders si aggiungono i clienti/compratori, siccome anch'essi possono essere truffati dalla società venditrice, e tra la categoria generica dei creditori si può inserire a pieno titolo lo Stato siccome la società può evadere le tasse dovute occultando degli asset: la società può essere opportunistica anche verso lo Stato (che può anche essere un acquirente o un socio investitore). Pertanto, i top manager, gli azionisti di maggioranza e la società in generale possono essere "agent". Tuttavia, potenzialmente l'opportunismo (o semplice negligenza) può riguardare ogni relazione contrattuale che si instaura e chiunque può essere un agent, ma queste tre sono categorie classiche e sono un modo molto comodo per trattare i problemi di agency.
La soluzione immediata al problema è quella di introdurre controlli e obblighi di information disclosure: per esempio, si può impostare un organo collegiale di controllo e le borse di solito tramite le listing rules obbligano le società quotate a produrre report finanziari trimestrali (quarterly financial reports, che includono il foglio di bilancio/balance sheet) a loro volta controllati dalle società di audit. Queste due soluzioni si mutano in un ulteriore problema nel momento in cui si prende in considerazione i costi di agency, per esempio il costo di formare e mantenere un organo di controllo e produrre fogli di bilancio a cadenza ristretta. A questo si aggiunge che possono esistere più modi di approcciare lo stesso problema, incluso il non affrontarlo. Per esempio, un manager che potenzialmente può agire in modo opportunistico, come possibile soluzione, si può non controllare: se verrà colto in flagrante, la società in cui lavora e il mercato del lavoro lo scarteranno in base ai suoi demeriti; se si comporterà bene, la società in cui lavora e il mercato del lavoro lo promuoveranno in base ai suoi meriti. Quest'ultima visione segue una logica liberista. Oppure, se lavora bene si può riconfermare e premiare con bonus di qualche tipo (e.g. buonauscita/"golden handshake", aumenti di stipendio, carriera, premi aziendali, vacanze regalo...), tale per cui la soluzione arriva addirittura al punto di beneficiare il potenziale opportunista. Come quarta soluzione, il manager può essere obbligato a diventare azionista della società in cui lavora: se lavora bene, godrà dei frutti del suo operato, ma se lavora male, ne otterrà una perdita economica personale. Altre soluzioni non aumentano i costi di agency ma servono a risolvere il problema e contemporaneamente a diminuire o riassorbire i costi di agency. Per dare più esempi concreti, i costi di agency derivano per esempio dall'istituzione di controllori, dalla produzione frequente di bilanci, dal controllo dei bilanci da parte delle società di audit/revisione, dal ricorso alle agenzie di rating, dal rilascio di bonus e dagli interessi da pagare in base al rischio (si pensi ad esempio ai prestiti in banca o, per fare un esempio vagamente simile, all'ammontare del premio assicurativo di una polizza, ammesso che sia il prestito che la polizza vengano concessi).
La legge ha un suo ruolo nel proporre soluzioni per risolvere i problemi di agency e ridurre i costi che ne derivano, ovvero i costi di agency. La legge peraltro sostituisce l'iniziativa dei principal, siccome un'azione collettiva/scelta unanime non sempre è raggiungibile o perché sorgerebbero dei costi di coordinazione tra i vari principal per prendere l'azione collettiva. L'esistenza di strategie per mitigare i rischi di opportunismo si abbatte anche sui tassi d'interesse calcolati in base al rischio (e.g. si ripensi all'esempio del prestito in banca e all'esempio analogo del premio assicurativo).
Sia i problemi di agency che le strategie base sono classificabili. Se i problemi di agency si possono trattare in base a tre categorie/tipi di interazione, le strategie base sono classificabili in due macro-categorie: strategie ex-ante (a priori) e strategie ex-post (a posteriori). Come dice il nome stesso, alcune strategie sono preventive siccome tentano di bloccare un possibile evento di opportunismo o negligenza prima che esso avvenga; altre strategie invece si possono paragonare a delle cure e rimedi una volta che l'evento per cui sono state architettate si è verificato ed è stato individuato. I due macro-gruppi si intersecano con i tre tipi di problemi di agency, siccome ogni tipo ha strategie a priori e a posteriori: dall'intersezione, emergono dunque sei categorie più precise di soluzioni per mitigare la vulnerabilità dei principal (dopodiché, ogni ordinamento offre la sua).
Un'altra coppia di macro-categorie che raggruppa le soluzioni in base alla tipologia (e non al momento temporale in cui si praticano) è la coppia "strategie regolatorie" e "strategie di governance" (regulatory strategies; governance strategies). Le prime servono a vincolare tassativamente l'agent a una relazione subalterna rispetto al principal. Le seconde invece servono a facilitare il controllo del principal sull'agent, senza tarare in modo particolare la relazione e sono efficaci se il controllo è effettivamente implementato (enforcement), se la coordinazione tra i principal, che dunque sono anche controllori, è efficace (la coordinazione stessa fa sorgere dei costi di coordinazione), se è presente un buon apparato di information disclosure ecc. A loro volta, la coppia "strategie regolatorie e di governance", lungi dall'esserne separata, si interseca con la coppia "strategie ex-ante e ex-post" e ognuna si riferisce a uno dei tre problemi di agency. La coppia si trasforma in trio se le strategie di trusteeship e di reward si classificano a parte in una terza categoria, le strategie di incentivi (incentives strategies).

### Descrizione generica
Le strategie base, riferite ai tre problemi di agency, si possono trattare in un modello semplificato (nella realtà, la tassonomia può diventare più complessa e contenere sovrapposizioni):
| #       | Strategie regolatorie             | Strategie di governance                      | Strategie di incentivi                  |
| ------- | --------------------------------- | -------------------------------------------- | --------------------------------------- |
| Ex ante | Rules strategy, Entry strategy    | Selection strategy, Initiation strategy      | Trusteeship strategy (Reward Strategy)* |
| Ex post | Standards strategy, Exit strategy | Removal strategy, Veto/Ratification strategy | Reward strategy                         |

*la classificazione tipica è "ex-post", ma può essere anche considerata ex-ante.
Dalla tabella, si possono raggruppare in ex-ante VS ex-post (e.g. Rules & Standards, Entry & Exit, Selection & Removal, Initiation & Veto), regolatorie VS di governance, del rapporto di agency tra management e azionisti VS tra azionisti di maggioranza e minoranza VS tra società e outsiders (creditori e clienti o addirittura la società intera, se si pensa alla corporate social responsibility).
- Rules & Standards si riferiscono alle regole imposte ex-ante/a priori agli agent (e.g. i top manager o il manager unico/direttore generale nella prima tipologia di problema di agency) oppure a degli standard per misurare il loro operato ex-post/a posteriori. Con le prime, si crea una relazione subalterna siccome l'agent fin da subito non ha la massima libertà di agire ma è vincolato a dei paletti imposti per prevenire gli eventuali opportunismi e negligenze che colpiranno i principal; con le seconde, si osserva se l'agent è stato opportunista o negligente a posteriori in base alla corrispondenza o meno (matching) con standard di misurazione della trasparenza, diligenza e compliance, pertanto non si previene ma si prendono cure e provvedimenti se emergono a posteriori degli atti che hanno danneggiati i principal. Le rules proteggono ex-ante gli azionisti dagli atti dei manager opportunisti o negligenti oppure proteggono gli azionisti di minoranza da simili atti perpetrati dagli azionisti di maggioranza (e viceversa, in dei casi) oppure proteggono gli outsider da simili atti perpetrati dalla società per azioni nei loro confronti (e.g. una società che sfrutta i lavoratori, truffa i clienti, non paga i fornitori, non restituisce il denaro prestato alle banche, trucca i report finanziari, pratica l'insider trading, evade le tasse, ricicla il denaro, finanzia il terrorismo internazionale, devasta l'ecosistema e dichiara bancarotta fraudolenta, il tutto sfruttando l'autonomia patrimoniale e il velo sociale). Negli statuti si possono trovare esempi di rules come il capitale sociale minimo e restrizioni ai dividendi per favorire i creditori esterni, che altrimenti non riceverebbero mai il denaro del loro credito siccome i profitti vengono sempre distribuiti completamente o la società non ha liquidità sufficiente fin dagli esordi. Gli standard riguardano simili ambiti, ma sono sistemi di misurazione ex-post, tenendo peraltro conto che non tutto si può prevenire, specialmente in sistemi in cui la complessità delle relazioni e delle attività della corporation è alta; a maggior ragione, le rules impongono paletti ma, per ogni paletto, esiste un modo per aggirarlo: anche imponendo una miriade di paletti, non sono possono essere esistere delle scappatoie (loopholes), ma si creerebbe una rigidità forte e un sistema complicato di rules. Un esempio di standard di misurazione è l'agire in buona fede (in good faith), che va accertata e dimostrata; in caso contrario, si possono lanciare accuse o prendere provvedimenti commisurati al danno. Sia le norme/rules che gli standard vanno sia impostati negli statuti (attraverso ciò che offre la corporate law) che attuati/messi in pratica perché, senza enforcement, sarebbero inutili. La trusteeship in contesto legale (e non come strategia per risolvere i problemi di agency) si può considerare un prolungamento degli Standard: questi ultimi, soprattutto quando ci sono problemi per accertarli o per prendere provvedimenti a fatto compiuto, hanno bisogno di istituzioni legali e giudiziarie come le corti. Pertanto, questa strategia consiste nell'affidare la controversia e i provvedimenti (e quindi il decision-making) a una terza parte indipendente rispetto alla società per azioni in cui si è consumato il fatto e dotata di imparzialità. Tipicamente, essa è la corte, sia che si proceda tramite il classico processo in tribunale, sia che si opti per le ADR (alternative dispute resolution), che sono meno costose in termini di tempo e denaro e sono dotate di riservatezza: si pensi per esempio all'arbitrato internazionale, in cui è presente un decisore indipendente e imparziale che prende una decisione/award vincolante per le parti (diversamente dalla mediazione civile e dal negoziato). Anche la trusteeship strategy ha bisogno della sua messa in pratica: se si decide per statuto che una controversia particolare si porta in un tribunale arbitrale o in un tribunale classico, il procedimento di richiesta/application o denuncia va avviato. Attenzione: la trusteeship propriamente detta, in contesto di problemi di agency, riguarda per esempio la nomina di amministratori indipendenti o di rappresentanti dei lavoratori.
- Entry & Exit si riferisce all'affiliazione tra principal e agent, cioè alla nascita e fine della loro relazione (e non a regole imposte durante l'esistenza della relazione o a standard imposti per valutare il suo agire, eventualmente affidando/scaricando la controversia a un terzo indipendente e imparziale). Siccome si regola tramite dei termini la nascita e la fine del rapporto, si può individuare anche qui la suddivisione ex-ante VS ex-post. Per esempio, un manager che cerca l'assunzione in una società di capitali deve rilasciare informazioni su se stesso: se ha particolari condanne registrate nella fedina penale, non viene assunto. Oppure, come entry strategy, la società è obbligata a praticare una certa information disclosure per avere l'accesso a un prestito da parte di una banca o per permettere la compravendita delle sue azioni in uno stock exchange (e.g. NYSE, NASDAQ, London Stock Exchange...). Oppure, un azionista potenziale viene rifiutato dalla società se non rispetta alcuni canoni/requisiti/requirements. Un esempio invece di exit strategy, dunque ex-post, riguarda il diritto di vendere le azioni nel mercato delle azioni/transfer right o alla società stessa/withdrawal right (dunque si tratta di ritirare il proprio investimento o perlomeno di tentare ciò) per uscire dal controllo e partecipazione a una società per azioni in situazioni particolari; oppure, riguarda il diritto di un creditore di richiedere il ripagamento del prestito sempre in situazioni particolari (la banca infatti è un creditore esterno alla società, è cioè uno degli outsider, quindi ha una conoscenza meno ravvicinata della corporation, anche se consulta spesso i report finanziari). Anche la trusteeship in ambito legale (e non di agency) si applica alla exit strategy, siccome una mossa considerata dannosa per la società (e.g. un'acquisizione ostile/non consenziente da parte di un'altra società con cattive intenzioni) può essere bloccata in tribunale: si affida cioè la controversia a una terza parte indipendente e imparziale (le acquisizioni ostili sono potenzialmente permesse dallo stesso transfer right e si possono bloccare anche in altri modi, per esempio con varie tattiche interne alla società classicabili tra le entry strategy dette "poison pill"). L'affidamento a una terza parte avviene pure se i soci desiderano bloccare un'azione indesiderata di una maggioranza di soci (chiaramente, il diritto di utilizzare la trusteeship strategy va tarato in modo oculato, altrimenti a ogni scelta da prendere si aprirebbero controversie legali per ottenere una perizia/stima/appraisal da una terza parte). Anche i creditori possono prendere simili iniziative, per esempio per bloccare una riduzione del capitale sociale eccessiva a scopo di dolo (non sempre le riduzioni sono fatte per frodare i creditori: se il capitale è eccessivo per l'obiettivo da perseguire, è ragionevole ridurre la parte in eccesso). Quindi, la trusteeship è anche una strategia ex-ante.
- Selection & Removal, nelle strategie di governance (atte a facilitare il semplice controllo degli agent da parte dei principal), si riferiscono al potere di selezione dei top manager (ma non ai requisiti). Il potere viene allocato in capo ai soci o in capo a un organo indipendente rispetto ai soci e riguarda sia la possibilità di nominarli (una volta che i requisiti imposti dalle rules sono rispettati) e di rimuoverli per poi sostituirli. Questi diritti vengono detti "appointment right" e si riferiscono sia al potere e ruolo di nominare/selezionare e rimuovere i manager.
- Initiation & Veto/Ratification si riferiscono alle strategie di governance atte a espandere il potere dei principal di intervenire nel management/gestione della società, tale per cui possono mettere ai voti le sue proposte, piani e progetti. Gli esiti del voto di ratifica sono due: se i progetti passano (tipicamente per maggioranza in base al capitale sociale versato), si approvano e attuano, altrimenti si impone il veto e si rifiutano. A esse, si aggiungono le proposte e iniziative da parte dei soci di emendamento dello statuto, di fusioni con altre società tramite un'acquisizione consenziente, di formazioni di joint venture o altri tipi di partnership con altre società e di scioglimento e liquidazione della società: di base, spettano agli azionisti e lo sbarramento è fissato a una soglia alta del capitale sociale/partecipazione azionaria siccome sono scelte molto importanti. In generale, questo loro potere gestionale viene tarato nello statuto e si può anche fare in modo di svincolare il management dall'ingerenza dei principal; in ottica di risoluzione dei problemi di agency, i principal di contro possono sentirsi tutelati se hanno delle finestre di intervento, se hanno cioè un decision right (diritto di intervenire). I soci non hanno potere di iniziativa decisionale in campo di management: la gestione infatti, nelle società per azioni, è delegata salvo nei casi di piccole aziende.
- Dopo i primi 8 tipi di strategie, si aggiungono la trusteeship, cioè l'affidamento di controversie che sorgono ex-ante (cioè si manifesta la volontà da parte di qualcuno di fare accadere qualcosa di indesiderato) o ex-post, e il Reward. Quest'ultimo indica gli incentivi e ricompense agli agent che si comportano in modo non opportunistico e non negligente: invece che regolamenti o controlli, si usa l'incentivo per indurli a comportarsi bene e fare gli interessi dei principal invece dei propri; l'incentivo ha poi il vantaggio di rendere l'obbedienza spontanea, siccome i regolamenti e controlli possono essere vissuti come mezzi coercitivi mentre una ricompensa non può essere coercitiva. Il classico esempio di ricompensa è un aumento del ritorno monetario sulla lealtà dell'agent, come gli aumenti in busta paga e le promozioni se persegue gli interessi della società e dei principal, cioè l'oggetto sociale e la massimizzazione dei profitti (e, secondo la visione estesa delle società di capitali e del ruolo della corporate law e delle società, il perseguimento del miglioramento del welfare aggregato di tutti gli stakeholder possibili della corporation, inclusa la comunità intera). Un altro esempio di reward è la protezione data agli azionisti di minoranza nella misura in cui hanno il diritto di avere lo stesso trattamento di quelli di maggioranza; per esempio, gli azionisti di maggioranza non hanno diritto di precedenza/prelazione rispetto a quelli di minoranza (se si parte dal presupposto che entrambi detengono lo stesso tipo di azioni) o non hanno alcun diritto di fare patti per escludere gli azionisti di minoranza o particolari gruppi di azionisti dalla distribuzione di dividendi/profitti (divieto assoluto di patto leonino in tutti gli ordinamenti); viceversa, gli azionisti di minoranza non possono fare lo stesso con quelli di maggioranza. Negli Stati Uniti, tra gli incentivi si contano anche dei piani di stock option. La Reward è una strategia ex-post siccome ha a che fare con una premialità dopo un'azione non opportunistica o negligente ma, secondo i detrattori di questa classificazione, è ex-ante siccome l'agent è incentivato a agire correttamente a priori siccome conosce già la ricompensa che riceverà dopo che dimostra di agire correttamente. La trusteeship viene considerata una strategia di incentivo (anche se non ha a che fare con premialità di alcun tipo) perché l'intervento di terze parti indipendenti e imparziali rimuove i conflitti di interesse ex-ante ed è un incentivo basato sulla reputazione e orgoglio dell'agent; i premi sono incentivi ex-post e sono monetari invece che reputazionali o psicologici. La trusteeship può essere di tipo legale o meno perché la terza parte può essere un giudice (processo comune), un arbitro (processo di arbitrato come ADR) o un manager indipendente. Anche l'intervento di società di audit per controllare i bilanci trimestrali di società quotate in una borsa (nel loro caso è obbligatorio) è una strategia di trusteeship; il controllo avviene ex-ante rispetto alla pubblicazione e riguarda la veridicità del contenuti (esistono tecniche ad hoc di controllo forense) e il rispetto degli standard contabili, siccome ne esistono di nazionali e internazionali (e.g. International Financial Reporting Standards). I controllori delle società di audit sono detti "auditeers" e, nello scandalo Enron e Parmalat, non avevano effettuato bene i controlli. In generale, le terze parti in un trusteeship vengono detti "trustee/fiduciari". Anche una banca o un funzionario statale può fungere da terza parte, quando la legge lo richiede.

In conclusione, si ribadisce come questa classificazione e questi raggruppamenti siano utilizzati in primis per comodità: non sono una gabbia concettuale e non tengono conto di sovrapposizioni e simili.

### Enforcement/messa in pratica
Dopodiché, si ribadisce l'importanza dell'enforcement/messa in pratica delle strategie che, altrimenti, rimarrebbero provisioni su carta degli statuti o dei codici di leggi. In svariati casi che non riguardano le strategie di governance (di base, basta metterle per iscritto nello statuto), l'enforcement è affidato a istituzioni come le corti. All'enforcement, che è esterno e imposto all'agent, si unisce tuttavia la compliance, cioè l'obbedienza dell'agent, che deriva dal suo agire (su imposizioni, su minacce di rimozioni o su incentivi) e non dall'intervento di corti e tribunali.
L'enforcement, in base al tipo di attore che si occupa dell'enforcement, si può raggruppare in enforcement da parte di pubblici ufficiali e agenzie/autorità pubbliche (sia locali che nazionali/federali), di privati che agiscono nel loro stesso interesse privato e di "gatekeepers/guardiani", ovvero di privati che agiscono nell'interesse pubblico (enforcement pubblico VS enforcement privato VS enforcement di gatekeeper). Un esempio di gatekeeper è la società di audit o l'aporto di contabili e avvocati per prevenire comportamenti fraudolenti. Se non riescono a prevenirli o li incentivano, sono esposti a loro volta a sanzioni o fallimenti (per esempio, la Arthur Andersen non scoprì le truffe contabili della Enron e, nel giro di un anno, fallì). Per esclusione, l'enforcement privato avviene tramite le denunce iniziate da parti private, come le class action/azioni collettive, a differenza dei pubblici ufficiali e agenzie/autorità pubbliche (e.g. la Securities and Exchange Commission "SEC" statunitense, che vigila per esempio sull'information disclosure delle società per azioni statunitensi) e dei gatekeeper. L'apporto di privati avviene tramite il canale pubblico e legale, cioè tramite processi, o anche tramite il canale del mercato, siccome le azioni opportunistiche che vengono allo scoperto possono incidere sulla reputazione/immagine della corporation (i danni sono ancora più ingenti se essa è un brand internazionale), sul valore delle azioni, che può subire un brusco calo, e sull'attrattiva della corporation agli occhi dei nuovi investitori; nel caso limite, si arriva alla dichiarazione di fallimento seguita dalla liquidazione o all'acquisto e acquisizione da parte di un'altra società. Il caso eccezionale si ritrova nel caso in cui lo Stato è un socio dentro a una corporation: in tal caso, se fa partire una causa legale, lo Stato è l'attore pubblico per eccellenza. L'attore scelto per l'enforcement può avere un impatto sull'enforcement stesso e su come viene percepito dagli stakeholder della società per azioni.
In sintesi, le strategie per annullare (o perlomeno mitigare) i problemi di agency si accompagnano all'enforcement e ai vari obblighi di information disclosure riferiti alla società per azioni stessa (e.g. fornire report finanziari ai potenziali investitori, a coloro che sono già investitori, alle banche per capire se la corporation è solvente o quanti asset ha o quanti debiti ha o che situazione di cash flow ha o che processi pendenti ha, fornire informazioni obbligatorie alle parti che vogliono intentare una causa legale, fornire informazioni a terze parti indipendenti e imparziali incluse le società di audit ecc.) e ai potenziali soci o candidati manager; le informazioni possono riguardare sia il business che l'impostazione della società (si pensi al fatto che lo statuto societario è obbligatoriamente pubblico e liberamente consultabile).

## Problemi di agency tra manager e azionisti, corporate governance e nomina degli azionisti

### I due modelli e la loro scelta
L'organizzazione degli organi collegiali e la distribuzione del potere/diritti forma la corporate governance di una società per azioni. Essa è messa per iscritto nello statuto sociale, che è pubblicamente disponibile in base alle norme legali di information disclosure che riguardano anche i soci di maggioranza, le paghe dei top manager, i dettagli sulla composizione del consiglio di amministrazione (se presente) e i dati nel foglio di bilancio/balance sheet (e.g. asset, debiti, crediti, cash flow...). Simili informazioni servono a informare gli shareholder, i potenziali investitori e creditori e a valutare l'andamento della compagnia e l'operato dei senior manager.
Nel modello base di corporate governance, ovvero il sistema monistico (o modello one-tier/single-tier), è presente un organo collegiale detto "assemblea dei soci" (shareholders' meeting) che si può riunire fisicamente in un posto pattuito o che può effettuare voti a distanza (e.g. voti spediti per posta) e che effettua riunioni di routine impostate nello statuto sociale/articoli di associazione (assemblea ordinaria) o d'emergenza a seguito di imprevisti positivi o negativi (assemblea straordinaria/assemblea in riunione straordinaria).
Dopodiché, come tipicamente avviene nelle società per azioni con azionariato polverizzato, è presente un CDA/consiglio di amministrazione in cui si riuniscono i top manager/senior manager/manager non operativi a cui viene delegata la gestione; essi possono avere dei ruoli specializzati e si differenziano dai manager operativi, che mettono in pratica ciò che viene deciso nel CDA. In alternativa, in alcuni ordinamenti, si nomina un amministratore unico monocratico, e.g. il Direttore Generale, tale per cui l'organo da collegiale diventa organo monocratico (e non un organo collegiale o organo multi-membro, ovvero un multi-member board).
Nel secondo modello base (che in gran parte dei casi si può scegliere liberamente di adottare o meno), ovvero il sistema dualistico (o modello two-tier), all'assemblea dei soci non si aggiunge il CDA o l'amministratore unico, ma un consiglio di sorveglianza/supervisory board eletto dai soci (è un organo di controllo, come accenna il nome stesso) e che elegge un consiglio di gestione. Pertanto, tra l'assemblea dei soci e gli amministratori (riuniti nel consiglio di gestione) si frappone un terzo organo, il consiglio di sorveglianza. Il consiglio di sorveglianza sorveglia sull'operato degli amministratori membri del consiglio di gestione e può eleggerli, rieleggerli o allontanarli previa giustificazione e per maggioranza (e.g. ordinamento tedesco). In alcuni ordinamenti (e.g. sempre l'ordinamento tedesco), il manager non rieletto o allontanato può opporre resistenza se ha una giusta causa; se l'assemblea dei soci tramite voto gli dà ragione, non può essere allontanato: in tal modo si evitano gli allontanamenti ingiustificati o largamente arbitrari. In Germania e nei Paesi Bassi, il modello two-tier è obbligatorio per le società per azioni, mentre in Italia e Francia si può scegliere in base ai propri interessi e esigenze. Se un tedesco o un olandese desidera il modello two-tier, può optare per il modello detto "Societas Europaea" SE, che lascia la libera scelta; ogni paese dell'Unione Europea può optare per la Societas Europaea.
La scelta fondamentale di un sistema di corporate governance nello statuto sociale deriva in primis da quanto potere di nomina e revoca degli amministratori (appointment rights, ovvero selection e removal) si vuole allocare nelle mani dei soci, partendo dal presupposto che la gestione già in partenza viene delegata a degli amministratori. I soci, che sono i proprietari della società per azioni (in particolare gli azionisti di maggioranza/di controllo, se presenti), hanno vari ruoli e diritti e, tra essi, possono avere un ruolo nella nomina, riconferma e allontanamento degli amministratori. Nel sistema monistico, l'elezione degli amministratori è diretta, mentre nel sistema dualistico non lo è più (non è nemmeno indiretta siccome i membri del consiglio di sorveglianza devono fare gli interessi di tutti i soci) siccome sono i membri del consiglio di sorveglianza a eleggere, rieleggere e allontanare gli amministratori.

### L'elezione, rielezione e rimozione degli amministratori, il loro mandato e il trusteeship
La scelta diretta da parte dei soci degli amministratori del CDA (insieme alla rielezione e allontanamento) deriva sia dal fatto che i soci in generale possono avere questo diritto (tranne nell'ordinamento del Delaware, negli USA), sia perché i soci hanno la necessità di scegliere un amministratore che faccia i loro interessi o rieleggere i manager che hanno fatto i loro interessi e sono stati diligenti o allontanare i manager che sono stati opportunisti o negligenti. I voti degli azionisti, salvo i casi in cui si può applicare il principio "one share, one vote" (un'azione, un voto), si basa sul principio plutocratico, cioè su quanto capitale sociale abbiano fornito alla società. Dunque, i manager nominati e presenti nella lista di nomina (slate of nominees) sono nominati a maggioranza (majority voting rule) con o senza un quorum minimo (negli USA non è previsto: una qualunque maggioranza è sufficiente); in gran parte degli ordinamenti, un numero di soci (per la precisione, una percentuale di capitale sociale) può rifiutare delle nomine (siccome la percentuale è inferiore al 51%, si dice che è una minoranza qualificata). Questa minoranza può, in casi di contestazione, proporre altri nomi di amministratori. Anche nell'ordinamento statunitense alcuni soci possono opporsi a una nomina (in tal caso, da parte del consiglio di sorveglianza), ma non può proporre nomi. Nel modello two-tier, si preferisce optare per l'elezione degli amministratori da parte di un organo che, una volta eletto, agisce indipendentemente dai soci ed è legalmente indipendente dal consiglio di gestione: il potere di elezione non è più in capo ai soci, ma ai sorveglianti/supervisori per assicurare una maggiore imparzialità nell'elezione, rielezione e rimozione. Il sistema two-tier ha comunque il difetto implicito di creare dei costi di agency siccome i membri del consiglio di supervisione vanno stipendiati per il loro lavoro. In più, si potrebbero sviluppare delle alleanze e coalizioni segrete e informali tra soci e supervisori e/o tra supervisori e manager tali per cui le scelte sono viziate da opportunismi siccome si fanno gli interessi degli "alleati". Il terzo difetto riguardante in particolare l'ordinamento tedesco è la presenza obbligatoria di rappresentanti dei lavoratori nell'assemblea dei soci per co-determinare le scelte dei soci: in tal caso, il consiglio di sorveglianza non può più fare gli interessi di tutti i soci e dei soli soci, ma deve fare gli interessi anche dei lavoratori.
Quanto alla rielezione (se mancata, si passa automaticamente all'allontanamento), è implicito che la carica di senior manager abbia un termine: un mandato dura alcuni anni ed è rinnovabile almeno due volte (Giappone) o per un numero di volte illimitato (Regno Unito). Dopodiché, ogni ordinamento specifica le tempistiche. Un mandato lungo isola il manager da maggioranze di soci momentanee (ovvero soci di minoranza che votano congiuntamente secondo una visione comune). In Francia e Germania, un mandato dura 5 o 6 anni. La rimozione comunque può avvenire anche prima della fine del mandato e anche senza giustificazione da parte dei soci e questo diritto non è eliminabile, è cioè "non-waivable" (Italia, Francia, Giappone, UK); in Germania, ciò è possibile con una maggioranza di default (ma emendabile) di tre quarti del capitale sociale, ragion per cui il diritto/potere di rimozione del manager è più debole (servirebbe una grande azione collettiva per rimuoverne uno, azione che risulta più difficoltosa in contesti di azionariato polverizzato). Negli USA, la rimozione di un amministratore senza motivo è l'opzione di default ed è reversibile (è un diritto "waivable", rinunciabile). Laddove un ordinamento dà diritti robusti in tema ai soci, si dice che è "socio-centrico" (shareholders-centric), altrimenti si dice "consiglio-centrico" (board-centric, e.g. Delaware); un simile nomignolo riguarda le giurisdizioni in cui il sistema dualistico è obbligatorio, ovvero "giurisdizione dualistica" (two-tier jurisdiction) VS "giurisdizione monistica" (single-tier jurisdiction).
Nel consiglio di sorveglianza (e.g. ordinamento tedesco), si possono inserire non dei sorveglianti/controllori che fanno apposta gli interessi dei lavoratori e che possono essere membri di sindacati. In alternativa, si possono nominare dei manager che fanno apposta gli interessi degli azionisti di minoranza e/o amministratori che fanno gli interessi dei soci non-azionisti (e.g. gli obbligazionisti/bondholder) come tutela. La strategia di nominare simili manager ad hoc viene classificata nel trusteeship, tuttavia questo preciso manager non è una terza parte indipendente e imparziale; di contro, ha delle responsabilità e dei poteri speciali e tutela il welfare di molti più stakeholder della società. In Francia e Germania si possono inserire dei rappresentanti dei lavoratori tra i manager; in Francia, al massimo possono essere pari a un terzo di tutti i membri (di fatto, non è la maggioranza).

### Le azioni speciali senza diritto di voto e l'apporto degli statuti di borsa
Nell'allocare e esercitare i diritti di voto dei soci in qualunque contesto (non solo in contesto di nomina, riconferma e revoca o veto sugli amministratori), bisogna comunque tenere in considerazione il tipo di azione che il socio possiede: le azioni ordinarie danno diritto di voto, mentre le azioni speciali (preferred shares) danno diritto di precedenza/prelazione nella distribuzione dei dividendi rispetto a tutti gli altri azionisti e, come contraltare, non danno il diritto di voto (in Italia sono dette "azioni privilegiate"). I titolari/detentori di azioni speciali hanno diritto di prelazione anche in sede di liquidazione se resta qualcosa per ripagare gli azionisti. Si ricorda che tutti i partecipanti hanno diritto a ricevere i loro profitti (obbligazionisti inclusi) per il divieto di patto leonino, ma c'è un sistema gerarchico di precedenze; viceversa, l'esistenza di un ordine non significa in nessun modo che un partecipante non ha diritto assoluto di ricevere i profitti. La distribuzione di dividendi si può pure sospendere, ma la sospensione non equivale a un divieto. Pertanto, quando si parla di voto, ci si riferisce ai titolari di azioni ordinarie, che in più votano per principio plutocratico (in tutti gli ordinamenti, di default vale la regola "one share, one vote" ma si può sostituire liberamente con il principio plutocratico, altrimenti un'azione vale un voto; se un singolo azionista su 1000 azioni esistenti ne ha comprate 132, il suo voto vale 132 su 1000 a meno che si usa il voting cap/limite di voto, che pone un limite a quanto vale il voto se si usa il sistema "one share, one vote". Germania, Italia e Giappone non accettano il voting cap. Un'azione può anche permettere un voto limitato, cioè tale per cui si può votare in alcune occasioni ma non in altre. Altre ancora permettono il voto plurimo, tale per cui per esempio un'azione sola non vale 1 ma 3). Si parte anche dal presupposto che il voto degli azionisti aventi diritto non venga comprato (e.g. corrompere il socio di maggioranza per condizionare il suo voto).
Alcune norme da seguire o consigliate in materia di corporate governance delle società per azioni derivano dai regolamenti delle borse in caso le società in questione siano quotate. Per esempio, il Tokyo Stock Exchange ha emanato delle linee guida consigliate e non obbligatorie ma le società quotate ogni anno devono spiegare se seguono questi standard e, nel caso non li seguono, il motivo (modello "comply-or-explain"). I soci, in merito a altre questioni (e.g. modifiche dello statuto sociale, fusioni, liquidazioni, distribuzione dei dividendi), hanno sempre il diritto di voto, ragion per cui la scelta e revoca degli amministratori è un caso particolare in cui è presente flessibilità (e.g. se si opta per il sistema dualistico). L'iniziativa di simili decisioni di alto profilo sono sempre in capo ai soci tranne negli Stati Uniti.

### Strategia del reward
Nominare, rieleggere o rimuovere un amministratore è un diverso tipo di tutela e diritto rispetto al bloccare una sua azione, ma entrambi i diritti esercitati portano a una conclusione simile. Tuttavia, la percentuale di capitale sociale necessaria per simili azioni, se troppo bassa, rischia di rendere la società ingovernabile. Per esempio, nello UK i soci possono bloccare qualunque azione decisa dal consiglio di amministrazione previa notifica, ma per bloccare un'azione tramite voto serve il 75% del capitale sociale, cioè una maggioranza altissima e ottenibile solo se c'è un consenso larghissimo. La strategia del reward (dare ricompense ai manager non opportunisti e non negligenti) è diversa dall'allocazione del diritto di nomina e rimozione o di bloccare le iniziative dei manager, ma anche in questo caso la strategia porta a una conclusione simile, cioè evitare un problema di agency, anche accollandosi il costo della premialità. Gli ordinamenti spiegano come (e.g. stock options, azioni vincolate/restricted stocks) e quando ricompensare i manager; altri premi sono invece semplici premi aziendali a discrezione della singola azienda. Simili premi sono comunque soggetti a restrizioni: per esempio, il Sarbanes-Oxley Act del 2002 impone ai top manager di non farsi prestare denaro dalle banche per comprare azioni o esercitare le options. Uno dei reward, ovvero la buonauscita (golden handshake), è problematica se per esempio viene offerta a un manager uscente da una società che ha appena acquisito in modo ostile la società del manager in questione: nell'erogazione della buonauscita, si può avvisare un conflitto di interessi. Un caso celebre di questo tipo è quello del CEO della Mannesmann, acquisita in modo ostile da Vodafone. Simili controversie riguardano anche la paga dei top manager, siccome a volte viene ritenuta eccessivamente alta (e.g. Stati Uniti e Svizzera) e può creare dissapori con i soci e il mondo politico, dissapori che si acutizzano in periodi di ristrettezza economica (e.g. durante la crisi finanziaria internazionale del 2008). La visione sulla paga lauta dei top manager è comunque divisa: un'opinione vuole che sia uno spreco di denaro o qualcosa di immeritato e causato da una mancanza di controlli e leggi ad hoc, mentre l'opinione opposta vuole che funzioni in modo analogo a un reward siccome un'alta paga in teoria dovrebbe fiaccare il desiderio di comportarsi da opportunista per arricchirsi di più, può sostituire la strategia dei controlli ed è una paga commisurata in primis al compito importante che ricoprono.

### La responsabilità degli amministratori e gli amministratori azionisti
Un modo di rimuovere gli amministratori e rivalersi su di loro, anche perforando il velo sociale siccome ci si rivale direttamente su una persona fisica e sul suo patrimonio, è quello di effettuare una denuncia se si ritiene che egli abbia commesso un crimine. Negli Stati Uniti, un amministratore non può essere denunciato se con il capitale sociale (che è capitale di rischio) tenta un'impresa di business e fallisce, causando una perdita alla società. Infatti, la possibilità di diventare un capro espiatorio lo porterebbe a impegnarsi in progetto a basso rischio e con basso rendimento; in più, la stessa natura del capitale sociale (che è proprio capitale di rischio) verrebbe snaturata. Pertanto l'amministratore, secondo una visione neoliberista di fondo, è libero di implementare imprese di business anche a rischio più alto, quindi non possibilità di ricavi più alti e si può denunciare solo se si dimostra la negligenza (per esempio, il non avere calcolato bene il rischio a monte). La dimostrazione del mancato rispetto dello standard di "reasonable care" all'origine della "gross negligence" è comunque complicata e gli amministratori colpevoli di ciò sono rari e sono denunciati in contesti particolari, per esempio una fusione o la vendita dell'intera società. Gli amministratori sono da ritenere colpevoli pure se si dimostra il dolo, cioè l'avere agito in modo criminoso e pianificato sapendo già a monte il risultato delle proprie azioni e agendo comunque al fine di arrivare attivamente a quel risultato (e.g. causare apposta un danno alla società, che è ben diverso dell'essere consapevoli del rischio di fallimento ma marciare comunque al fine di arrivare attivamente al caso opposto, che è invece il successo); come terza casistica, si può tentare di dimostrare il conflitto di interessi. In altri ordinamenti, ci sono livelli diversi di protezione degli amministratori, tenendo peraltro presente che a volte le denunce e le minacce legali possono essere strumentali o pretestuose, ma in tutti gli ordinamenti è presente l'obbligo di diligenza/duty of care (e dunque la negligenza come mancato rispetto di uno standard individuato ex-post).
I manager possono anche essere azionisti e, nei casi limite, possono acquistare società in bancarotta e salvarle (management buyout MBO). In Francia, i top manager hanno l'obbligo di essere azionisti siccome si ritiene che questa caratteristica li renda meno negligenti: se causano perdite alla società, anche loro perdono in qualità di azionisti. Tuttavia, l'obbligo riguarda l'acquisto di almeno una sola azione, ragion per cui il provvedimento è blando.

### Voto a distanza e contratti/patti parasociali
Intraprendere azioni collettive in società per azioni con azionariato diffuso/polverizzato sarebbe impossibile, pertanto esercitare il diritto di voto può essere difficoltoso sia perché un gran numero di azionisti sparsi nel mondo non si possono riunire fisicamente nello stesso posto, sia perché gli interessi possono non coincidere. Il primo problema viene risolto ricorrendo al meccanismo di voto postale/voto per corrispondenza (mail voting) e al voto tramite rappresentanti autorizzati (e quindi un voto per delega, "proxy voting"). Quanto alla possibilità di associarsi per votare una posizione comune o per assumere una condotta comune (e.g. non vendere le proprie azioni per un anno), l'associazione può essere formalizzata con un contratto/patto parasociale rinnovabile e che prevede penali per chi non obbedisce a quanto pattuito. Ma l'azionariato polverizzato, se interessato a speculare e/o se compra azioni speciali, non è interessato a votare. Un ulteriore problema deriva dal dislivello di preparazione da un azionista all'altro in campi cruciali come l'economia aziendale, la corporate finance e le borse, il diritto commerciale (in particolare quello societario) e il campo di business della singola società di capitali (e.g. l'industria chimica farmaceutica). Una soluzione che va incontro a queste due considerazioni e che si usa negli Stati Uniti è la possibilità di abolire il voto a distanza, siccome l'azionariato polverizzato e non necessariamente preparato in questi ambiti è sparso nel mondo; anche lo UK non rende possibile il voto postale, ma entrambi gli ordinamenti permettono il voto per delega laddove l'azionista ha un genuino interesse a intervenire (fermo restando che se è di minoranza estrema, e.g. 0,2% del capitale sociale, il suo voto quasi non conta).

## Problemi di agency tra azionisti di maggioranza/controllo e minoranza

### Calibrazione del peso di voto e allocazione dei diritti/poteri
Una prima misura per tutelare gli azionisti di minoranza, che rischiano di avere meno diritti di quelli di maggioranza (pur avendo un diverso peso a livello decisionale secondo il modello plutocratico, devono avere gli stessi diritti) deriva dal dargli empowerment in contesto decisionale; in alternativa, si diminuisce il potere decisionale degli azionisti di maggioranza/di controllo senza alterare quello degli azionisti di minoranza. Per esempio, in contesto di nomina degli amministratori, gli azionisti di minoranza in alcuni ordinamenti hanno diritto di nominare un amministratore che fa i loro interessi; di contro, il numero di amministratori che favorisce i soci di minoranza non costituisce la maggioranza nel consiglio di amministrazione o consiglio di gestione. In alternativa, viene aumentato il peso del voto di un azionista di minoranza, in modo tale che un blocco di azionisti di minoranza, rappresentanti una parte modesta del capitale sociale, può riuscire a eleggere un amministratore. Gli amministratori rappresentanti degli azionisti di minoranza si possono rendere più cruciali e incisivi se gli si assegnano dei ruoli chiave o il potere di veto all'interno del CDA nell'ambito di alcune decisioni. Le norme che rendono obbligatorio un amministratore simile sono rare siccome è opzionale: solo in Italia è obbligatorio se le società per azioni si quotano in borsa. Il voto cumulativo invece è presente nell'ordinamento giapponese, francese, inglese e statunitense, ma solitamente non viene adottato. Quanto invece al meccanismo per diminuire il potere degli azionisti di maggioranza, il metodo più noto è il limite di voto/voting cap insieme a una diminuzione dei diritti di controllo degli azionisti di maggioranza, ma queste ultime due soluzioni sono le più rare. Pertanto, il principio plutocratico (l'opposto di "one share, one vote") è in realtà flessibile siccome le percentuali di capitale sociale che un azionista rappresenta nell'assemblea dei soci si possono alterare e/o limitare. Nello UK, USA e Francia le società per azioni possono usare il voting cap, che invece è vietato in Italia e Germania se la società è quotata in borsa; anche nello UK e USA non si può limitare il voto con il voting cap se le società si quotano in borsa.
Altri modi di limitare il voto degli azionisti di maggioranza e cedere più diritti di controllo della società agli azionisti di minoranza sono l'utilizzo di dual class equity structures, circular shareholdings (azionariato circolare) e delle pyramidal ownership structures (strutture di possesso piramidale), ma molte giurisdizioni ne rendono vietati alcuni e ne rendono possibili altri. Per esempio, l'Italia, la Germania e il Giappone vietano le azioni con voto multiplo (shares with multiple votes) e limitano l'emissioni di azioni senza diritto di voto o con diritto di voto limitato al 50% delle azioni totali già in circolazione (outstanding shares), ma tutte e tre le giurisdizioni permettono le strutture piramidali e la Francia permette il raddoppio del diritto di voto (doubling of the voting rights) agli azionisti che restano titolari delle loro azioni per due anni o più; se lo Stato è azionista, il potere dello Stato viene dunque raddoppiato nell'assemblea dei soci e dunque in sede decisionale. Nello UK si possono utilizzare delle classi di azioni particolari che combinano il diritto di voto con il cash flow, ma le società statunitensi quotate in borsa non possono ricapitalizzarsi (cioè raccogliere ulteriore denaro, in questo contesto tramite l'emissioni di nuove azioni che vengono poi acquistate nel mercato) al punto da diluire il diritto di voto delle azioni già in circolazione: infatti, un numero talmente alto di azioni potrebbe essere emesso e comprato da un gruppo di azionisti (anche completamente nuovi) al punto tale che spodestano.
A queste misure, si aggiunge la possibilità in capo agli azionisti (in particolare, quelli di minoranza) di associarsi sulla base di una visione comune tramite il contratto/patto parasociale, ovvero un contratto rinnovabile firmato dagli azionisti tale per cui, per esempio, si dichiara di votare compattamente sempre a favore o a sfavore di una certa misura o di tenere le proprie azioni per alcuni anni. Non rispettare quanto pattuito equivale a commettere un'inadempienza contrattuale perseguibile e sanzionabile.
Le tutele agli azionisti di minoranza sono in materia di diritto di nomina e rielezione dell'amministratore (appointment rights) ma anche di decisioni di altro tipo (decision rights): anche in tal caso la minoranza viene potenziata o la maggioranza viene diluita (empowerment VS dilution) tramite allocazione dei vari diritti. Per esempio, in alcuni ordinamenti, un singolo azionista o una piccola minoranza può denunciare un amministratore o una terza parte a nome di tutta la corporation (quindi l'allocazione dei diritti deriva da come viene tarato il capitale sociale minimo per fare passare una decisione, in base sempre al principio plutocratico). I diritti in capo alla maggioranza si possono limitare o la soglia (threshold) di capitale per alcune scelte importanti si può alzare apposta in modo eccessivo, tale per cui è necessaria e richiesta una supermaggioranza (supermajority approval requirements). La tutela degli azionisti di minoranza avviene anche durante le fusioni (merger) siccome questo tipo di transazione importante (major transaction, alla tregua di acquisizioni, liquidazioni, cambiamenti della ragione sociale e del nome...) non tiene conto del parere degli azionisti di minoranza se si vota senza meccanismi di tutela. Pertanto, in alcuni ordinamenti europei, il 25% o poco più del capitale sociale può bloccare (blocking right) le transazioni importanti. In tal modo, si blocca anche il rischio di fare passare una decisione importante per una maggioranza stentata che supera una maggioranza vicina (bare majority VS near majority, per esempio 53% contro 47%). Un esempio di supermaggioranza per approvare le fusioni/merger si trova nell'ordinamento statunitense. Ma simili norme hanno effetto se la minoranza, a prescindere che abbia ricevuto un empowerment o che goda dei vantaggi di una diluizione, sia capace di coordinarsi, ben organizzata, ben informata, molto colta e decisa a intervenire attivamente. Se la minoranza non esercita il diritto di voto perché disinteressata o se effettua decisioni in ambiti nei quali è poco colta e malamente informata, questi provvedimenti sono poco produttivi. In più, ha senso porre limiti agli azionisti di maggioranza se ci sono effettivamente degli azionisti di maggioranza.

### Strategie di incentivi
Anche le strategie di incentivi possono tutelare gli azionisti di minoranza, se si pensa alla nomina di amministratori indipendenti e imparziali (strategia del trusteeship), anche in posti chiave. Essi tutelano, in quanto imparziali, tutti gli azionisti (inclusi quelli di minoranza, che peraltro sono i più esposti a rischi di opportunismo) e talvolta anche i non-azionisti (e.g. i creditori). Gli amministratori indipendenti, secondo i legislatori (lawmakers, ovvero i vari parlamenti), sono imparziali e agiscono nell'interesse della società intera (inclusi i deboli) perché motivati ad agire da incentivi di natura morale, reputazionale e professionale (di base, sono considerati incentivi blandi e a basso potere, "low-powered incentives", se paragonati a quelli monetari e ad alto potere, cioè i reward). Nel caso degli accordi finanziari di venture capital (venture capital financing agreements), la presenza di un amministratore indipendente viene pattuita dagli investitori proprio come strumento di risoluzione dei potenziali problemi di opportunismo tra soci (siccome si interviene sulla composizione di un organo di gestione, si interviene nella corporate governance). Tuttavia, i manager indipendenti non sono soggetti a controlli strettissimi ex-ante per accertare l'indipendenza e il soggetto che li nomina può essere problematico; in più, l'agire in modo imparziale in base a incentivi blandi può essere un ulteriore segnale problematico. Ma l'indipendenza dell'amministratore ha sempre un paletto: l'indipendenza patrimoniale e familiare dagli azionisti di maggioranza/di controllo e dai senior manager (o "top corporate officers"). Per la precisione, non si devono avere rapporti di parentela e rapporti di tipo economico e finanziario (financial and familial independence), cioè dare e ricevere denaro (prestiti, restituzioni, acquisti e vendite particolari); il fatto di ricevere il regolare stipendio da amministratore chiaramente non è un rapporto patrimoniale problematico. Se l'amministratore deve entrare a fare parte di una società figlia/controllata, non deve avere investito in azioni nella società madre/holding/controllante. Come seconda alternativa, la strategia di trusteeship prevede l'approvazione da parte del CDA invece che dall'assemblea dei soci, in cui i soci di minoranza sono svantaggiati. Per esempio, le decisioni di fusioni/merger, come già accennato, sono votate esclusivamente dal CDA nell'ordinamento statunitense e anche italiano. In più, nell'ordinamento USA, l'assemblea dei soci, forte degli azionisti di maggioranza, non può richiedere la una sua riunione straordinaria (cioè non routinaria) per discutere e votare una fusione. Una variante a quest'ultima soluzione consiste nel farsi dare l'autorizzazione a riunirsi e votare dal CDA, che può anche non concederlo ai soci (questa soluzione è presente nell'ordinamento tedesco). Quindi, i soci (soprattutto quelli di maggioranza) sono sottoposti a dei vincoli ("constrains").

### Il trattamento eguale degli azionisti, le società holding e le exit strategy
La tutela degli azionisti di minoranza si basa su un principio fondamentale nella legge delle società per azioni, ovvero il trattamento egualitario delle azioni e azionisti (equal treatment of shares and shareholders) nelle decisioni della società. Il trattamento egualitario in assoluto è problematico siccome gli interessi tra azionisti possono essere variegati e gli azionisti stessi si possono dividere in azionisti di maggioranza e minoranza: di default, nelle società c'è sempre un minimo di sbilanciamento per la sola presenza di azionisti di maggioranza con i loro interessi. Il problema sorge nel momento in cui nascono delle sperequazioni a causa di abusi della propria posizione di azionista di maggioranza. Lo standard di trattamento egualitario nei paesi di civil law è stabilito nello statuto sociale, mentre in paesi di common law questo principio si stabilisce tramite i precedenti giuridici e dunque la case law: non hanno un vero e proprio standard legale. Un ulteriore problema sorge nel momento in cui si desiderano attivare le poison pills previste nello statuto per bloccare dei tentativi di acquisizione ostile: siccome sono pianificate per ostacolare l'acquisizione/takeover, la loro efficacia paradossalmente si basa su un trattamento ineguale degli azionisti; in paesi di common law, come lo UK e USA, le poison pills sono più facili da implementare siccome il trattamento egualitario delle azioni non è uno standard legale vero e proprio, mentre negli altri ordinamenti sono più difficili da implementare.
Il trattamento eguale è cruciale in contesto di società controllate in toto o in larga misura da una holding tramite acquisizione o perché sono società figlie/sussidiarie (subsidiary), tale per cui si forma un gruppo societario o rete societaria. Per esempio, un amministratore in questo contesto potrebbe fare una transazione intra-societaria/intra-gruppo (intra-group transaction) che avvantaggia ingiustamente i soci di una società a discapito dell'altra (simili transazioni possono anche essere attuate per frodare i creditori, distrarre/occultare beni da una società e possono essere bloccate anche portando il caso in tribunale; ma questa mossa opportunistica facilmente intuibile fa parte dei problemi di agency tra la società e i creditori in contesto di gruppi di società, in cui una holding controlla società figlie o acquisite, cioè in un contesto in cui si forma un vero e proprio "grappolo" o "rete" o aggregato di società controllate: il ramo del grappolo è la holding/controllante). Alcune sezioni della corporate law riguarda proprio la gestione dei gruppi di società, detta "group law" (letteralmente, "legge dei gruppi <societari>"). In Germania, una provisione base della group law è il diritto di una sussidiaria di essere risarcita se è danneggiata economicamente dalla holding (chiaramente, il danno deve essere motivato da opportunismo o negligenza e non deve essere accidentale o imprevisto). Questa norma si può assimilare proprio al trattamento egualitario delle azioni e degli azionisti, ragion per cui questo principio si estende agli azionisti di società controllate. Comunque, questa norma è solo uno dei modi di approcciare i problemi di agency tra azionisti di reti di società, in cui la holding, che per essere la controllante deve avere almeno il 51% delle azioni della controllata, può comportarsi in modo opportunistico verso gli azionisti della controllata e i creditori. Da qui si ricava come anche i problemi di agency tra società e creditori possono riguardare il contesto di una società in isolamento o di una società (controllante o controllata) inserita in un gruppo societario. In Italia e Francia, l'accertamento del trattamento equo e egualitario da parte della corte viene sancito dall'osservazione generale di tutte le transazioni nel gruppo, mentre in Germania c'è meno discrezione da parte della corte. L'esistenza di questo standard di "fairness" dunque sanziona ex-post gli opportunismi anche se è un termine generico (ma, in quanto generico, è elastico e agevolmente applicabile, ragion per cui la genericità può essere usata come punto di forza; la stessa filosofia si applica a termini ambigui diffusi nel lessico legale come ad esempio la parola "reasonable", "ragionevole"). Un altro standard, che però non tocca la corporate governance, è il dovere di lealtà (duty of loyalty) per evitare gli opportunismi verso i soci di minoranza; un altro standard è l'oppressione e l'abuso di voto di maggioranza (oppression; abuse of majority voting). Tutti si riferiscono alla norma di trattamento eguale. Anche le strategie di affiliazione proteggono i soci di minoranza nella misura in cui avviene una information disclosure esaustiva e puntuale in vari ambiti (ma la disclosure è benefica di base a tutti gli azionisti, potenziali investitori dentro e fuori dalla borsa, banche, fornitori, parti impegnate in una causa legale ecc.). Tra le varie informazioni fornite per obbligo, ci sono anche i meccanismi per tutelare gli azionisti di minoranza (incluso il più estremo, cioè la causa legale) e chi sono i soci di maggioranza/controllo.
Laddove un azionista di minoranza non si sente tutelato, può anche optare per cedere la propria partecipazione alla società o, prendendosi dei rischi di perdita o mancato acquisto, vendendo la propria partecipazione (exit strategy). Il diritto riconosciuto di ritirare l'investimento (withdrawal of investment) o vendere le azioni si dice "exit right" e il tipico contesto in cui si applica è quello di una trasformazione drammatica della società in contesto di riorganizzazione o di fusione. Un investimento in una società infatti non deve essere necessariamente permanente o nel lungo termine.

## Protezione dei lavoratori nelle società per azioni
I lavoratori, anche se sono interni alla società, non fanno parte del CDA e non conoscono da vicino le scelte della compagnia siccome, nel caso base, non sono nemmeno degli azionisti (non-shareholders). Siccome le loro prestazioni sono da pagare con lo stipendio a fine mese, di base fanno parte dei creditori (insieme alle banche che concedono prestiti, agli obbligazionisti, ai fornitori da pagare e allo Stato che impone le tasse e altri tributi) e rappresentano il "costo del lavoro". I lavoratori sono poi esposti al rischio del fallimento e liquidazione della società siccome, se non resta nulla dopo che i creditori aventi diritto di prelazione (a priori, le banche), non sono pagati dopo il licenziamento (a questo rischio si aggiunge quello di sfruttamento). Alcune scelte societarie, anche non in contesto di insolvenza, liquidazione, fusione e acquisizione (e.g. una riorganizzazione e ridimensionamento al ribasso della società, ovvero un "downsize", o assenza di controlli o delocalizzazione/offshoring selvaggio come effetto negativo della globalizzazione e del neoliberismo) possono avere delle ricadute negative su di loro: si pensi alla diminuzione della busta paga, al taglio delle misure di welfare (e.g. assegni di maternità e congedi parentali o per malattia), al loro sfruttamento, al licenziamento e alla dequalificazione del loro lavoro. Pertanto, esistono delle misure per tutelare i lavoratori e alcune di esse sono disponibili anche all'interno del diritto societario/corporate law (altre ancora derivano per esempio dall'apporto del giuslavoro/diritto del lavoro, dall'apporto dei sindacati/trade unions e dall'apporto di istituzioni sovranazionali come l'Unione Europea).
A livello di corporate governance, la prima tutela che offre la corporate law è la figura dell'amministratore che fa gli interessi dei lavoratori all'interno dell'organo di gestione (per esempio, nel consiglio di gestione in Germania). Questo amministratore è eletto dai lavoratori (employee-appointed director) ed è presente nelle grandi società per azioni. Il diritto di nomina di questa figura in capo ai lavoratori è un appointment right. Laddove una scelta coinvolge i lavoratori e dunque interpella questo preciso manager e apre eventuali discussioni e negoziati, si parla di co-determinazione (codetermination), che in alcuni ordinamenti è un requisito e va inserito nello statuto sociale. In gran parte degli ordinamenti europei, i rappresentanti dei lavoratori possono costituire un terzo dell'organo di gestione e di fatto non sono la maggioranza, nonostante siano un numero considerevole. In Francia, la rappresentanza dei lavoratori si applica se i lavoratori possiedono oltre il 3% delle azioni totali (tipicamente, ciò avviene in società private in toto o in parte) oppure se la società ha oltre 50 lavoratori: in questo secondo caso, i lavoratori possono eleggere due rappresentanti senza diritto di voto (non-voting representatives) che partecipano alle riunioni del CDA; di contro, il sistema tedesco permette una co-determinazione molto più incisiva siccome, nelle società per azioni con oltre 2000 lavoratori, metà del consiglio di sorveglianza deve essere formato da controllori che sono rappresentanti dei lavoratori (questi controllori si occupano, nel sistema dualistico/two-tier, di eleggere, rieleggere e allontanare i manager). In Germania, alcuni di questi rappresentanti in più devono essere membri di un sindacato tedesco, che già in partenza è un'istituzione che si occupa proprio di tutelare i lavoratori ed è anche un ente terzo rispetto alla società. In questo preciso punto, le società per azioni e i sindacati hanno un forte punto di incontro. In Germania, laddove nel consiglio di sorveglianza scoppia una controversia e le due fazioni (nel caso in cui ne sorgano esattamente due) sono spaccate al 50% e raggiungono un punto morto (deadlock) in un ballottaggio (ballot) che per esempio riguarda l'elezione di un manager, il chairman del consiglio di sorveglianza (che è una figura eletta dagli azionisti) prende la decisione finale tramite il suo voto decisivo (tie-breaking vote) nel secondo ballottaggio; i casi sono comunque rari. Sempre in Germania, per statuto va inserto un direttore delle risorse umane (human resouces director) nel consiglio di gestione che spesso ha legami forti con i lavoratori e i sindacati. I rappresentanti dei lavoratori comunque non possono partecipare al decision-making gestionale. Anche nei Paesi Bassi, in caso di grandi company, i lavoratori possono eleggere un terzo dei manager (questa norma sostituisce il cosiddetto "regime strutturato", abbandonato per gli alti costi).
Un'altra tutela in ambito dell'Unione Europea riguarda la direttiva "General Framework Directive" della Commissione Europea, che stabilisce che tutte le scelte societarie che hanno impatto sui lavoratori vanno comunicate in anticipo, in modo tale che i lavoratori possono recepirle e, eventualmente, contestarle anche organizzandosi tra loro, ricorrendo ai sindacati o, in paesi che hanno norme di co-determinazione e rappresentanza, ricorrendo ai loro rappresentanti. I lavoratori dunque hanno il diritto a essere informati nei tempi adeguati (diverso sarebbe essere informati a decisione presa e all'ultimo minuto). Questa direttiva non influenza le decisioni della società, ma ha un forte impatto sul flusso di informazioni (information flow) dai top manager ai lavoratori (flusso top-down, cioè l'opposto di bottom-up) e sulla fiducia tra soci e lavoratori. Questa direttiva è anche un esempio di tutela del lavoratore derivante dall'apporto di istituzioni sovranazionali (la direttiva europea 2000/78/EC è un chiaro esempio).
Gli stakeholder non-azionisti, inclusi i lavoratori (questi ultimi sono il capitale umano, le risorse umane), non godono della protezione e tutela del trattamento equo degli azionisti in quanto non azionisti, pertanto la loro tutela deriva da altri mezzi a meno che i lavoratori sono anche azionisti perché hanno acquistato delle azioni o sono stati pagati in azioni tramite dei piani appositi di partecipazione del lavoratore all'impresa. Pertanto, possono diventare soci di minoranza e godere dunque delle relative tutele: la partecipazione del lavoratore all'impresa (employee stock ownership), possibile anche per salvarla da una liquidazione dopo la dichiarazione di fallimento, si può pensare come una forma di trattamento egualitario delle azioni e degli azionisti esteso ai lavoratori quando diventano azionisti. Nel caso in cui la partecipazione del lavoratore all'impresa sia pianificata, si parla di Employee Stock Ownership Plan (ESOP), ovvero di "piano di partecipazione del lavoratore all'azienda" (letteralmente "piano di possesso delle azioni per gli impiegati"). La loro partecipazione viene anche vista come un mezzo per smorzare i conflitti dentro la società e un modo di integrare la busta paga con i profitti dei dividendi, che comunque non vengono erogati ad alta frequenza e sono legati al successo o insuccesso del business. Se i lavoratori non sono anche azionisti, il loro profitto deriva dal solo stipendio fisso mensile, che può subire mutazioni in tempo di ristrettezze economiche; in questa situazione base, si osserva anche una mancanza di un portafoglio (portfolio) di investimenti diversificati (e dunque anche rischi diversificati). Anche il profitto delle banche, fornitori e dello Stato, se non sono azionisti, avviene tramite pagamenti che di base sono scollegati dal successo dell'azienda e del cash flow siccome non sono dividendi distribuiti (anche in questo caso, laddove la società è in difficoltà o dichiara fallimento, possono avvenire ritardi nei pagamenti e inadempienze contrattuali risolvibili tramite liquidazione, negoziazione di questi pagamenti con i creditori o acquisizioni da parte di altre società).
Tutelare gli interessi degli stessi lavoratori in quanto stakeholder della società per azioni e massimizzare il loro welfare/benessere si ricollega alla visione ampia del fine ultimo delle corporation e della corporate law. Talvolta, a livello di rules, negli statuti sociali si inseriscono simili affermazioni, cioè il fatto che la società nel suo operato si impegna a tutelare tutte le terze parti coinvolte nelle operazioni ("to owe a duty of care to all third parties affected by the company's operations"). Tuttavia, queste affermazioni sono vaghe e senza forza vincolante, diversamente da altre soluzioni e dall'apporto dei sindacati e del diritto del lavoro (labor law). Il funzionamento dei sindacati e del diritto del lavoro, come quello di tutte le branche del diritto tranne quella internazionale, comunque cambia da paese a paese, da cui si intuisce l'importanza del diritto comparato.

## Problemi di agency tra la società e i creditori (eccetto i lavoratori, inclusi gli obbligazionisti), il dissesto finanziario e i gruppi societari

### Introduzione, le reti di società e i momenti in cui si tutela
L'opportunismo non si manifesta soltanto tra i senior manager e gli azionisti o tra azionisti di maggioranza e di minoranza, ma anche tra la società in toto (in particolare i soci di maggioranza/di controllo) e i creditori, ovvero i lavoratori legati alla società dal contratto di lavoro (già trattati; sono comunque degli insider della compagnia, non degli outsider), gli obbligazionisti/bondholder, le banche legate dal contratto di mutuo, i fornitori di beni e servizi legati dal contratto di fornitura (e.g. affitto, leasing, franchising, assicurazione, fornitura di utenze ovvero acqua/luce/gas, materie prime, trasporto, consulenze ecc.) e lo Stato, a cui la società si lega siccome richiede le tasse e imposte dovute per legge (cioè nel diritto tributario/tax law; per esempio, in Italia le S.p.a. sono soggette all'IRES, ovvero l'imposta sul reddito delle società, con aliquota ordinaria al 24% calcolata sul reddito imponibile osservabile proprio nel foglio di bilancio). Si parte dal presupposto che queste terze parti siano creditori e non siano soci, siccome le banche, le compagnie assicurative e lo Stato possono finanziare l'azienda con l'acquisto di azioni e partecipare ai profitti con il loro possesso. Anche i lavoratori possono partecipare ai profitti dell'azienda e, nel caso limite, possono salvarla dalla liquidazione (employee buyout) insieme al management (management buyout). Nel caso estremo, la società non solo si impegna a tutelare i creditori esterni e interni, ma anche la comunità e l'ecosistema, ma i problemi di agency tra la società e i creditori sono mirati alla tutela degli outsider e dei lavoratori (le tutele dei lavoratori si possono anche trattare a sé); l'ecosistema e la comunità non sono dei principal che delegano dei compiti alla società di capitali (una sorta di enorme agent), anche se le corporation dovrebbero perseguire il welfare comunitario e non danneggiare l'ecosistema secondo una visione estesa del suo fine ultimo. Di base, la società dunque ha un obbligo verso i creditori sociali (corporate creditors) siccome diventa un debitore nei loro confronti. Di base, essa può agire opportunisticamente o in modo negligente siccome ha l'incentivo di essere dotata di responsabilità limitata e di un velo societario.
A queste caratteristiche cruciali, si aggiunge l'eventuale casistica della rete/gruppo di società: nel momento in cui una società holding/controllante controlla un "grappolo" di società tramite la partecipazione o loro fondazione/scissione, può usare in modo opportunistico una società figlia/sussidiaria e/o una società controllata. Senza le tutele previste per legge, i creditori difficilmente fornirebbero il credito o i beni e servizi alla società per azioni; in più, laddove si eroga il credito con interessi calcolati sul rischio e simili (e.g. il tasso di interesse di un mutuo, il premio assicurativo di una compagnia, l'ammontare di una richiesta di una garanzia a prima richiesta o condizionale o depositi cauzionali ecc.), sorgerebbero dei costi onerosi (costi di agency) se non si elaborano delle tutele. Anche se esse generano dei costi, sono costi minori, di diverso tipo e con l'obiettivo di diminuire i costi precedentemente citati e facilitare l'avvicinamento di futuri creditori (future controparti contrattuali) che a loro volta hanno bisogno di futuri debitori a cui vendere beni e servizi e offrire il credito. Le società per azioni peraltro sono forme giuridiche molto diffuse nel mondo insieme a forme simili come le società a responsabilità limitata, pertanto il rapporto tra corporation e creditori è un tema cruciale e l'opportunismo verso i creditori è un tema cruciale, fermo restando che anche i fornitori possono truffare o compiere inadempienze nei confronti di una corporation: per esempio, un fornitore che si impegna a vendere un'autocisterna di latte può non fornire la materia prima alla data prevista. Oppure, una corporation che vende dei prodotti, e.g. mezza tonnellata di caffè o simili commodities a una società dall'altra parte del mondo, può non ricevere il pagamento in toto (o anche in parte), tale per cui la controparte contrattuale non rispetta l'obbligo di pagamento (payment obligation). In tal caso, l'inadempienza si risolve in base a quanto pattuito nel contratto di fornitura/compravendita, e.g. tramite risarcimento, terminazione del contratto, processo, ricorso alle alternative dispute resolution... o tramite strumenti di pagamento nazionali e internazionali che mitigano il rischio in trade finance.
La corporate law protegge i creditori dal rischio di mancato rispetto dei pagamenti, tale per cui le terze parti hanno delle tutele per soddisfare il loro credito: i tre momenti cruciali in cui le tutele sono offerte e si rendono necessarie sono rispettivamente il momento in cui la corporation si avvicina alla bancarotta (vicinity of bankruptcy) perché è in difficoltà (financially distressed company), quando è insolvente/fallita/in bancarotta (insolvency) e quando è in liquidazione (liquidation), fermo restando che la liquidazione non segue necessariamente la dichiarazione di insolvenza: l'azienda può salvarsi tramite una rinegoziazione dei crediti o un employee buyout o un management buyout o un acquisto (a cui però può seguire una fusione/merger) o un salvataggio statale, tale per cui lo Stato investe nella corporation per iniettare nuova liquidità. La rinegoziazione del credito ha delle potenzialità siccome una liquidazione rischia di lasciare molti creditori senza possibilità di soddisfazione del credito. Un'impresa che si rigenera può accumulare sufficiente denaro per ripagare i creditori, anche dilazionando ulteriormente i crediti/pagamenti. Un quarto momento non cruciale è la situazione in cui la società è sana e solvente: semplicemente, i creditori non possono essere tutelati solo in momenti in cui essa è in difficoltà, insolvente o in liquidazione, ma una base di tutele deve essere onnipresente.

### Tutele ex-ante e ex-post
Riguardo alle tutele dei creditori ex-ante, la prima soluzione è proprio l'information disclosure, tale per cui un creditore può per esempio osservare le scritture contabili (e.g. il foglio di bilancio e altri report finanziari) e capire se e quanto la società è solvente. In più, se è quotata in borsa, il bilancio deve essere prodotto trimestralmente e, prima del rilascio, va controllato da una società di audit che accerta la veridicità delle informazioni e la scrittura a regola d'arte secondo gli standard contabili (ne esistono di nazionali e internazionali come l'IFRS). In più, se la società è controllante/holding, deve dichiarare le società controllate e redigere un bilancio consolidato, ragion per cui il regime di information disclosure riguarda anche la casistica del gruppo/rete societaria. Tramite l'audit, è più difficile che la società (isolata o holding che sia) menta sui propri asset in sede contrattuale e/o di negoziazione (ricordando che gli asset appartengono alla sola società e non coinvolgono quelli dei soci, lavoratori e dei senior manager/top executives. La società, attraverso i suoi rappresentanti, è una controparte contrattuale e può stringere contratti). In particolare, una società può fingere di avere molti più asset (denaro e proprietà di beni tangibili e intangibili) di quanti ne ha per attirare investitori; nel caso contrario, con l'utilizzo della contabilità creativa o l'occultamento e distrazione di beni ("to siphon/dilute assets") può dichiarare di avere meno asset di quanti ne ha per fingere un'insolvenza (e dunque dichiarare bancarotta fraudolenta/fraudulent bankruptcy).
Le altre strategie ex-post invece riguardano le inadempienze e qualunque altra violazione dei termini contrattuali (tipicamente, i mancati pagamenti); a esse, si aggiunge il blocco ex-ante o ex-post di una riduzione indebita del capitale sociale per non pagare i creditori. In generale, il capitale sociale si può aumentare se insufficiente tramite la vendita di azioni, obbligazioni e l'apporto finanziario dei mutui bancari, ma qualora sia esuberante, si può ridurre. In contesto di vicinanza di fallimento, il capitale sociale si può ridurre per arginare le perdite. Il problema tuttavia sorge quando la riduzione di capitale sociale è intrapresa per non ripagare i fornitori o per intascarsi i soldi delle banche. Tipicamente, questa riduzione è tarata in modo tale da non pagare nessun creditore o alcuni di loro. Laddove si ripagano alcuni di loro, si aggiunge un potenziale opportunismo nel momento in cui la società dà la precedenza ad alcuni creditori in modo illecito. La quinta problematica riguarda il livello di rischio delle attività della corporation: un creditore che è titolare di un credito presso la corporation può non sentirsi tutelato se la corporation si getta in attività di business troppo rischiose. Nonostante il capitale sociale sia fondamentalmente capitale di rischio e le corporation conducano attività di lucro, un basso e medio rischio portano a bassi profitti ma non mettono troppo a rischio il capitale sociale e i creditori. L'alto rischio porta ad alti profitti ma mette molto a rischio il capitale sociale e dunque anche la possibilità dei creditori di rivalersi su di esso; se in più l'attività è un flop, non si ricava nessun profitto. Anche gli azionisti sono messi a rischio, a meno che essi stessi desiderano investire in azioni rischiose (si pensi, come parallelismo, all'acquisto dei junk-bond, ovvero dei titoli spazzatura sul mercato); altrimenti, l'intraprendere azioni non ad alto rischio si può pensare anche come una tutela della società e degli azionisti che non vogliono gettarsi in rischi eccessivi. In sintesi, l'aumento del rischio delle attività d'impresa, ovvero un risk management orientato all'incremento dei rischi, è un'altra problematica. Un mezzo con cui può avvenire è la sostituzione degli asset (asset substitution), tale per cui gli asset usati per attività a basso rischio (low-risk activity) vengono venduti per acquistare beni da usare in attività ad alto rischio (high risk-activities). Questa transizione può avvenire pure se i nuovi asset diminuiscono il valore dell'intera società, calcolato in primis sugli asset che possiede (se in più è un brand riconosciuto, si aggiunge il valore soggettivo del brand). Una raffica di attività che alternano successi a fallimenti di mercato e flop crea un cash flow volatile siccome gli utili a volte vengono generati e a volte no. La sesta casistica problematica riguarda l'eccesso di denaro preso a prestito (borrowing) e mettendo gli asset (incluso il denaro) come garanzia: questo fenomeno diminuisce la possibilità in capo ad alcune fasce di creditori di ottenere il denaro del credito (debt dilution).
Le tutele verso i creditori, come già accennato, possono anche essere pensate come tutele verso gli azionisti e il capitale sociale siccome mirano a evitare la distrazione di beni, a evitare di gettarsi in attività di business troppo rischiose, di sostituire gli asset per intraprendere questo tipo di attività e contrasta i problemi di finanziamento dei debiti: se non si effettuano distrazioni di asset e diminuzioni indebite di capitale sociale o non si sopportano perdite eccessive e cash flow volatile o in rosso, la società ha abbastanza denaro per finanziare i debiti (debt financing) e dunque ripagare i crediti a tutti i creditori anche in contesto di dissesto finanziario e insolvenza (contesti peraltro nei quali possono avvenire ulteriori atti opportunistici). Gli azionisti più tutelati sono quelli che sono tendenzialmente avversi al rischio (risk aversion), ma un minimo di rischio è sempre presente nelle attività di business (lo stesso capitale sociale è capitale di rischio, esattamente come per le banche che concedono prestiti). In questi contesti, il rischio può essere molto basso, ma il rischio pari a zero assoluto non esiste, come anche il costo pari a zero assoluto. I manager possono partecipare agli atti di opportunismo verso i creditori (oltre che agli azionisti in generale) a meno che hanno a cuore la loro carriera e la reputazione della corporation, siccome il crimine potrebbe essere scoperto a posteriori o essere sventato a priori; i provvedimenti presi si abbattono sui colpevoli e, in taluni casi, anche sulla società che subisce un danno patrimoniale e anche reputazionale (i danni reputazionali/reputational damages si riscontrano anche in molti altri casi, e.g. episodi di sessismo e molestie in azienda, sfruttamento di lavoratori, utilizzo di sostanze nocive e mancanza di controlli nella produzione e danni all'ecosistema, si abbattono anche sul valore delle azioni in borsa e si contrastano con contromisure di reputational crisis management). I manager ricevono danni patrimoniali in questi contesti se in più possiedono azioni della società.

### L'assicurazione del credito VS la corporate law
Le tutele derivano dalla corporate law ma anche da strumenti con cui si scarica il rischio su terze parti: lo strumento per eccellenza è l'assicurazione del credito, a cui possono fare ricorso pure le società che vendono prodotti anche all'estero (assicurazione del credito all'esportazione, che è pure offerta da enti pubblici come la SACE in Italia e la Ex-Im Bank negli USA). Se il credito non viene ripagato, viene dunque ripagato dalla compagnia assicurativa, che dunque offre un servizio assicurativo in cambio del pagamento del costo di stipulazione/apertura e mantenimento della polizza assicurativa (ovvero la tassa/fee iniziale e il premio assicurativo). Ma, se la situazione ha un rischio eccessivo, i costi della polizza possono lievitare e, nel caso limite, la compagnia delle riassicurarsi o non concede la polizza. L'assicurazione, specialmente quella del credito all'esportazione, può non coprire il 100% del credito, non va mai oltre il 100% del credito e copre i crediti solitamente nel breve e medio termine (l'assicurazione poi si imposta seguendo eventuali standard condivisi come il Consensus OCSE). Viene coperto anche il rischio politico, siccome a volte un pagamento può non avvenire a causa di una sollevazione popolare e di instabilità politica. In questo contesto, bisogna anche calcolare il rischio di mancato pagamento da parte del creditore della polizza, che in tal caso viene sospesa o annullata; questa casistica fa pure parte dei problemi di agency tra una corporation e un creditore, siccome la corporation è creditore nei confronti di un compratore o simili ma contemporaneamente la compagnia assicurativa è creditore nei confronti della corporation.

### Altre tutele
Quanto alle tutele del diritto societario, esso permette la sospensione (che però non può mai essere per tempo indeterminato) della distribuzione dei dividendi agli azionisti in modo tale che i profitti siano dirottati verso il pagamento dei crediti. Se la sospensione si potesse decidere liberamente e imporre in continuazione, gli azionisti non trarrebbero mai profitto dalla società e non vi investirebbero, pure se i creditori sarebbero molto tutelati. Una seconda tutela è l'impedimento di particolari transazioni di asset. La terza tutela è l'impedimento di ottenere nuovi prestiti, tale per cui non si possono chiedere liberamente e all'infinito; ciò non impedisce alle corporation di ottenere finanziamenti in altri modi, siccome i prestiti in banca con gli asset usati come leva finanziaria sono un solo tipo di finanziamento nella finanza societaria (corporate finance). Siccome gli asset della società possono essere messi a disposizione come garanzia/security nei confronti dei creditori (non solo le banche), questa mossa messa per iscritto nel contratto limita la sostituzione di asset o il loro occultamento/distrazione: per esempio, la società deve chiedere il permesso al creditore prima di vendere/alienare o apportare modifiche all'asset. Pertanto, i creditori hanno un minimo di controllo sulle transazioni delle società per azioni. Tuttavia, quest'ultima soluzione deriva da un termine contrattuale e non dalla legge, che peraltro non può prevedere ogni caso e gettarsi in una moltitudine di norme (vale dunque lo stesso discorso riguardo all'elaborazione delle rules). In più, l'avversione o meno nei confronti del rischio e dunque il bilanciamento del rischio/risk management deriva dalla filosofia di investimento dei manager e degli azionisti e dal modello di business (business model) della società e non viene imposto dalla legge. I creditori pertanto intervengono tramite i termini contrattuali e i loro interessi e avversione al rischio possono essere entrambi molto diversi da quelli dei manager e azionisti, allo stesso tempo, anche la "filosofia" dei creditori non è imponibile per legge, ragion per cui si usa il contratto e la negoziazione (o anche uno strumento di pagamento che mitiga i rischi, tale per cui per esempio intervengono le banche come garanti). Si ricorda che simili termini possono essere rinegoziati specialmente in contesto di dissesto finanziario o insolvenza ormai dichiarata (sicuramente prima della liquidazione), fermo restando che la negoziazione non è obbligatoria e che è più o meno facile in base alla flessibilità dei creditori e al loro numero e interessi: più sono numerosi e con interessi eterogenei, più è difficile negoziare (per esempio, è facile negoziare con qualche banca e qualche fornitore che con centinaia di obbligazionisti che aspettano il ripagamento dell'obbligazione con gli interessi maturati nel tempo); il fatto che i vertici della società e i creditori abbiano rapporti da lungo tempo può facilitare la negoziazione (per esempio, i creditori sanno che la società negli anni è sempre stata affidabile e corretta. Lo stesso vale nel momento in cui si negozia con la controparte in contesto di compravendita e di export). La negoziazione non è regolata per legge, ma è flessibile ed è lasciata alle singole parti, che decidono come agire caso per caso.

### Il contesto di dissesto finanziario, la liquidazione e la gerarchia dei crediti
Quanto al contesto di dissesto finanziario (e dunque di prossimità all'insolvenza, che non necessariamente è il punto di arrivo), in questa situazione gli azionisti o i manager possono buttarsi in transazioni come ad esempio la sostituzione degli asset. Siccome i manager potrebbero agire nell'interesse degli azionisti e quindi comportarsi in modo opportunistico o negligente verso i creditori, la legge gli impone di agire nell'interesse dei creditori. In più li incentiva, se è il caso, ad affidarsi alla procedura formale di fallimento (bankruptcy proceedings, che non è la procedura di liquidazione), che peraltro può essere aperta dai creditori stessi a patto che l'azienda sia insolvente. Laddove, in questo contesto, sorgono dei comportamenti opportunistici, è prevista la perforazione del velo sociale.
In contesto di liquidazione, nell'ordinamento italiano, ci si affida a un liquidatore, che può essere una terza parte. Quanto alla distribuzione di ciò che resta degli asset della corporation durante la procedura di liquidazione, eventuali sperequazioni e ingiustizie nella loro redistribuzione a livello di creditori e di quantità vengono risolti istituendo una gerarchia di creditori e dunque di crediti (primari VS chirografari) e la redistribuzione avviene secondo le percentuali del capitale sociale in base a ciò che resta (in base a sua volta a quanto attestato nell'ultimo foglio di bilancio, per cui vale l'onnipresente information disclosure). Quanto ai creditori, i primi ad avere la precedenza (diritto di prelazione) a priori sono le banche, seguite poi da tutti gli altri creditori; gli obbligazionisti hanno precedenza sugli azionisti che detengono azioni speciali che danno il diritto di prelazione nella distribuzione dei dividendi, che a loro volta hanno il diritto di precedenza su tutti gli altri azionisti. Una volta ripagate le banche, ciò che resta del capitale sociale (ammesso che resti qualcosa) viene dunque suddiviso tra i creditori rimanenti e, nel caso degli azionisti, la distribuzione avviene in base al principio plutocratico. Gli azionisti in generale sono gli ultimi a essere ripagati perché, a differenza degli obbligazionisti, hanno assunto un rischio più forte sull'investimento. La gerarchia in questione si può arricchire di creditori che esigono un risarcimento a causa di truffe e simili reati perpetrati dalla corporation (i cosiddetti "non-adjusting creditors") anche facendo perno sull'esistenza del velo sociale e dell'autonomia patrimoniale: in caso di condanna, le persone fisiche non sarebbero colpevoli e i danni verrebbero ripagati solo con il capitale sociale e entro i limiti di quest'ultimo. Queste condanne possono anche provenire da altri tipi di reato, come l'evasione fiscale, il riciclaggio di denaro, lo sfruttamento dei lavoratori, l'inquinamento dell'ecosistema che viene sanzionato dalla legge ambientale/environmental law... In alternativa alle condanne in tribunale, un ente può richiedere il pagamento di grosse multe (fines). Anche in contesto di prossimità di una condanna della corporation o pagamento di ingenti multe, i manager o azionisti possono provare a distrarre beni dalla società o intraprendere una diminuzione del capitale sociale pur di non pagare il risarcimento alle persone truffate. Nella gerarchia, laddove ci sono delle parti lese che non potranno mai rinegoziare il loro credito siccome è un risarcimento a seguito di un reato (tort) individuato, accertato e punito, queste parti (i "truffati", i non-adjusting creditors) in alcuni ordinamenti hanno il diritto di precedenza assoluta. In altri ordinamenti, vengono risarciti attraverso gli azionisti.
Se un creditore pretende di avere la precedenza rispetto a un altro senza averne diritto (e quindi scavalcandolo), in teoria si può pensare come un problema di agency tra creditori e creditori (non è più un problema di società VS creditori), ma non serve creare una quarta categoria se si fa confluire all'interno della categoria dei problemi di agency tra azionisti di maggioranza e minoranza e si rende questo problema astratto: se si astrae, emerge che entrambi i conflitti coinvolgono membri di una stessa categoria (creditori VS altri creditori; azionisti VS altri azionisti) e che questa categoria coinvolge in entrambi i casi di conflitto dei possessori della società che da essa si aspettano qualcosa: i primi possiedono le azioni e si aspettano i dividendi, i secondi possiedono il credito e si aspettano il ripagamento. Pertanto, la categoria di problemi si può pensare come "possessori VS altri possessori" con casistica "possessori di azioni VS altri possessori di azioni" e "possessori di credito VS altri possessori di credito", ma i problemi di conflitto tra creditori si possono trattare separatamente per comodità e nel contesto di liquidazione. La coordinazione tra creditori e i potenziali opportunismi si tamponano in primis con l'istituzione di una gerarchia di creditori. Nella misura in cui i creditori desiderano soddisfare il loro credito, essi diventano i nuovi padroni degli asset della società debitrice (e.g. denaro o beni ceduti o pignorati e rivenduti all'asta). La seconda soluzione per tamponare i conflitti tra creditori è l'istituzione di una procedura collettiva, tale per cui nessun creditore richiede individualmente e prima degli altri il proprio credito (ovviamente la richiesta avviene attraverso mezzi legali e non, per esempio, le minacce).
Si ricorda che, in base all'autonomia patrimoniale della società dal patrimonio dei singoli manager, azionisti e lavoratori porta al fatto che i creditori personali nei confronti dei queste tre figure non possono rivalersi sugli asset della società in cui investono e/o lavorano.
In contesto di liquidazione, si utilizza la figura del liquidatore; in contesto di insolvenza, se si apre un procedimento per insolvenza (bankruptcy procedure) a cui partecipano collettivamente tutti i creditori, si può nominare un "crisis manager" che fa continuare le attività di business e tutti gli asset diventano di proprietà dei creditori. Il crisis manager deve fare gli interessi dei creditori e non è il liquidatore, che invece ha il compito di vedere quanti asset restano e liquidare/"convertire in denaro liquido" quelli che non sono denaro vendendoli all'asta (auction): si pensi a macchinari, terreni, brevetti e edifici di proprietà della società (chiaramente, i beni noleggiati tramite contratto di noleggio o di leasing e gli edifici occupati tramite contratto di affitto/locazione non possono essere sequestrati e venduti in un'asta). In questa procedura, l'azienda si può rimodellare tramite dei piani di ristrutturazione (restructuring plans) approvati da tutti i creditori. Siccome la procedura è standardizzata, ciò aiuta le parti (ovvero i creditori e la società) nella negoziazione e blocca in anticipo dei casi di opportunismo, tale per cui un creditore desidera comunque comportarsi da opportunista verso gli altri pure se la procedura è collettiva/concorsuale. Un esempio di questa casistica è il tentativo di non dare ai non-adjusting creditors i soldi del risarcimento a seguito di una condanna della società: sebbene anche essi siano creditori, hanno un diverso status rispetto agli altri. La procedura di insolvenza a volte è più sconveniente di una rinegoziazione dei crediti o "salvataggio" (rescue) anche perché, tra i vari motivi, i fornitori e i clienti sanno che la società si trova in questo procedimento e/o possono essere restii a effettuare forniture e acquisti e/o possono ritenere che la società non può più assicurare alti standard, alte performance e che vale poco. Se in più vale poco, una eventuale vendita di asset porterà a ricavi scarsi. Pertanto, per i creditori risulta più difficile soddisfare il credito. La difficoltà si aggrava se la società si manda in liquidazione e gli asset già in partenza non bastano a ripagare tutti i creditori. Dunque, la terza strada è proprio la rinegoziazione laddove è fattibile.

### Information disclosure e i servizi di audit/revisione (i gatekeeper)
In tutti questi contesti, è sempre presente l'information disclosure come strategia, siccome c'è sempre la necessità di ottenere informazioni sulla compagnia a prescindere che il contesto sia di una società solvente o insolvente. Tramite i report finanziari, i creditori possono controbilanciare l'asimmetria informativa, capire la solvenza della società, possono decidere se concedere crediti (e.g. vendere beni e erogare mutui aspettando di essere ripagati), possono valutare i rischi (e su di essi, gli interessi), possono valutare se scaricare i rischi su terze parti tramite assicurazione del credito e possono capire quale bene farsi dare a garanzia. Questo bene a sua volta si può fare assicurare da parte della società anche a un valore superiore al 100% (cosa che invece accade, per esempio con la merce esportata secondo le Incoterms 2020: la merce va assicurata almeno al 110%, dove quel 10% extra si chiama "lucro cessante" e non è arricchimento illecito) e, qualora si desidera venderlo o alterarlo, il creditore può non prestare il consenso. Come exit strategy adottata dai grandi creditori, in alcuni contesti particolari il credito si può ripagare integralmente e immediatamente (e.g. se la società viene denunciata da qualcuno per reati gravi, l'asset e/o il credito viene immediatamente reclamato dal creditore). Senza information disclosure, i rischi e i conseguenti costi sarebbero altissimi e, nel caso limite, il creditore potenziale si rifiuterebbe di concedere il credito. A parte le informazioni nei report finanziari, la primissima informazione necessaria è il nome e forma della società, ovvero la ragione sociale (entrambe devono sempre essere affiancate). In questo contesto, la forma della società è "per azioni/anonima" (la sigla italiana è S.p.A.). Questa informazione spiega come è strutturata di base (per esempio, il potenziale creditore che negozia con una S.p.a. sa che sta negoziando con una persona giuridica con autonomia patrimoniale perfetta). La ragione sociale, le informazioni sulla giurisdizione su cui è fondata e dove si trova la sede legale e la struttura di corporate governance sono tutte inserite nel documento più importante, che è proprio lo statuto sociale, depositato nel registro delle imprese delle camere di commercio locali e reperibile anche online tramite le camere stesse. Molte altre informazioni si trovano nei report finanziari, come il foglio di bilancio. Le altre informazioni si possono trovare per esempio nei siti internet o tramite contatti per ottenere informazioni. Le informazioni da rendere pubbliche variano non tanto in base alla giurisdizione o agli standard contabili scelti (nazionali, come i GAAP statunitensi, o internazionali e largamente usati in Europa e Giappone come gli IFRS), quanto in base alla forma giuridica della società. In quella per azioni, gli obblighi sono parecchi e aumentano ancora di più se si quota in borsa (e.g. obbligo di produzione trimestrale di bilanci controllati dalle società di audit in qualità di gatekeeper). Laddove una società ne controlla altre in contesto di gruppi societari (corporate groups), deve produrre un bilancio consolidato siccome questo contesto è più rischioso in partenza per un creditore rispetto al contesto di società indipendenti: si fa dunque contabilità di gruppo (group accounting). Questi gruppi societari possono essere quotati o meno in borsa. Anche quando una società ha la sede legale in un paese inserito in una delle liste ufficiali di paradisi fiscali (sono prodotte da enti sovranazionali o internazionali), essa è soggetta a maggiori controlli e maggiore information disclosure.
Come appena accennato, l'enforcement dell'obbligo di produrre bilanci veritieri e scritti a regola d'arte secondo gli standard fa parte si attua anche attraverso i controllori delle società di audit (auditeers) in qualità di gatekeeper, cioè di terze parti che non fanno i loro stessi interessi ma lavorano nell'interesse pubblico pure se sono privati: gli auditeers infatti non sono pubblici ufficiali, ma lavoratori in una società che a sua volta può essere una società a responsabilità limitata. In più, potrebbe non svolgere bene il suo lavoro di revisione e verifica dei bilanci, come è successo con la Arthur Andersen, che peraltro era proprio una società a responsabilità limitata fallita nel 2002 dopo il suo coinvolgimento nello scandalo Enron (era una delle società di audit più grandi del mondo, facente parte dei "Big Five", oggi "Big Four": EY, PWC, KPMG, Deloitte): la società aveva ormai perso la sua credibilità e integrità. Tramite lo scrutinio dei fogli di bilancio, gli stakeholder della società possono controllare l'operato dei manager (per esempio, dei contabili/accounting manager) e identificare i loro opportunismi. Gli auditeers hanno una grande responsabilità in capo, ma la sua responsabilità non va oltre il ruolo di controllori e scrutinatori ed è stata limitata, altrimenti a ogni irregolarità in un bilancio revisionato una società di audit chiuderebbe. I gatekeeper principali sono gli auditeers, a cui si affiancano gli uffici di credito (credit bureau) per estrapolare la cronologia dei prestiti richiesti da una società e le agenzie di rating del credito (credit rating agency). Gli uffici di credito sono utili nel momento in cui il debito di una corporation è disperso tra più banche e un gran numero di obbligazioni. Anche le agenzie di rating hanno una grande responsabilità in capo, ma la loro responsabilità non va oltre il ruolo di "giudici" della solvenza o meno di un'istituzione privata o pubblica (anche gli Stati possono ricevere un rating) ed è stata limitata, altrimenti a ogni errore di valutazione un'agenzia di rating chiuderebbe (si pensi agli errori commessi prima dello scoppio della crisi del 2008). Pertanto, i gatekeeper hanno grandi responsabilità di scrutinatori o di mitigatori dell'asimmetria informativa, competono tra loro per primeggiare ma non hanno responsabilità assoluta e possono essere soggetti a errori o conflitti di interesse. I gatekeeper si usano sia con aziende in difficoltà finanziarie che con aziende solventi e costituiscono dei costi, che si possono pensare come costi di audit/revisione nel caso delle agenzie di audit. Le regole di quotazione in borsa rendono il processo di audit dei bilanci obbligatorio.

### L'assicurazione sugli incidenti sul posto di lavoro e norme di sicurezza
Una delle rules di alcuni ordinamenti obbliga le corporation che svolgono alcune attività potenzialmente pericolose a procurarsi un'assicurazione sugli incidenti sul posto di lavoro o sugli incidenti automobilistici. Se l'incidente avviene e non è simulato (le agenzie assicurative si possono truffare tramite danni creati apposta), la vittima è intitolata ad avere il proprio risarcimento da parte dell'assicurazione. In tale modo, la corporation si tutela dal rischio di essere denunciata dai lavoratori incidentati: se un tribunale gli desse ragione, diventerebbero parte dei non-adjusting creditors, che non si limitano dunque ai truffati ma si allargano fino alle vittime di incidenti sul lavoro. Se l'incidente ha conseguenze letali, i non-adjusting creditors possono essere i familiari della vittima. Un esempio di attività rischiosa è lo smaltimento di rifiuti tossici (ma, in contesto di spedizione e/o di export, anche il trasporto su strada di merci pericolose come alcol etilico, gas, acido e materiale radioattivo è un'attività pericolosa). Le assicurazioni hanno un costo che la corporation si accolla, alla stregua dell'assicurazione del credito di cui si è accennato sopra. Anche i lavori nei cantieri in contesto di real estate e appalti sono pericolosi e, nei cantieri, sono notoriamente presi dei provvedimenti di sicurezza imposti anche per legge e che vanno rispettati (in caso contrario, sono previste sanzioni), ragion per cui alle assicurazioni si possono affiancare delle norme di sicurezza sul lavoro o durante il trasporto. Simili accortezze si possono paragonare all'obbligo di certificare le condizioni sanitarie e fitosanitarie dei prodotti alimentari, agroalimentari, vegetali e chimici siccome un'assenza di controllo rischia di produrre, spedire e commerciare piante malate, animali vivi infetti da coronavirus, carni infette da epatite A, vegetali contaminati da parassiti e batteri e prodotti chimici dannosi per l'organismo (si pensi anche al mangime per animali contenente sostanze nocive che vengono passate agli animali e dagli animali alle persone che ingeriscono le loro carni). Per esempio, l'Unione Europea li richiede per autorizzare l'importazione di determinate fasce di prodotti (e.g. i bancali in legno su cui si deposita la merce devono sempre essere sterilizzati tramite fumigazione).

### Il capitale sociale minimo, la private equity financing e le perdite ingenti
Tramite delle altre norme/rules, si mette come garanzia per i creditori in contesto di conflitti di agency l'obbligo di capitale sociale minimo (minimum capital/legal capital), ovvero il capitale (denaro e altri asset) che la società deve possedere in sede di fondazione. Se avesse un capitale eccessivamente basso, i creditori sarebbero vulnerabili, i costi dei rischi sarebbero alti e molti potenziali creditori non si rivolgerebbero alla società, che a sua volta non avrebbe già in partenza capitale sufficiente per svolgere le sue attività e/o dovrebbe prima fondarsi e poi cercare in qualche modo di racimolare capitale. Di contro, un capitale minimo eccessivamente alto rende la formazione una società un compito arduo e oneroso, ragion per cui esso viene tarato nei vari ordinamenti. Il capitale sociale minimo si riferisce non solo al capitale posseduto al momento della fondazione (ma in taluni contesti), ma anche al requisito di mantenere sempre una certa soglia/ammontare di capitale lungo tutta la sua attività, sempre come garanzia per i creditori. Se così non fosse, una società negligente o opportunista potrebbe rispettare il requisito di avere il capitale minimo alla fondazione per poi portarlo a zero qualche tempo dopo tramite perdite o riduzioni di capitale fino all'esaurimento. Siccome non deve esaurirsi o andare al di sotto di una sorta di linea rossa, le riduzioni di capitale (perlomeno motivate) devono essere tarate e modulate con attenzione. Se si esaurisce o si riduce al di sotto della soglia minima stabilita per legge, i soci devono prendere contromisure per raccogliere capitale: per esempio, la società può emettere nuove azioni e obbligazioni e chiedere prestiti in banca (queste contromisure, se la società è poco attraente, possono essere infruttuose e il mancato superamento della soglia porta al mancato rispetto della legge). Le leggi sul capitale minimo delle società per azioni sono presenti solo nelle giurisdizioni europee e il suo ammontare è pari o superiore a 25.000€ (nel caso preciso dell'Italia, sono richiesti 50.000€). Se le società sono di altro tipo, il capitale minimo era inferiore; oggi non si richiede più eccetto nell'ordinamento italiano, in cui una società a responsabilità limitata si può fondare con un capitale minimo pari o superiore a 10.000€, il che può essere interpretato come una piccola tutela o un segnale di paternalismo e uno scoraggiamento dell'imprenditorialità (cioè dell'intraprendenza nel campo del business). Negli altri ordinamenti di stampo spiccatamente liberista, non c'è nessun obbligo e requisito di capitale sociale minimo (e.g. Stati Uniti, UK e Giappone). Nel caso in cui una corporation viene fondata con 0$ di capitale minimo e senza che i soci fondatori possano apportarvi capitale, il capitale si può comunque raccogliere per esempio presentando un business plan attraente per investitori che credono nel successo e nei profitti che quel progetto, quel piano o quell'idea sono capaci di generare al lancio e promozione, per esempio. Questa attività si chiama "funding" (ma il concetto può anche riferirsi alla raccolta di denaro da parte di enti caritatevoli e non-profit, ovvero le "charity"). Gli investitori in questi progetti possono essere altre corporation, banche, compagnie assicurative e anche singoli investitori (angel investor e venture capitalist); nel caso in cui il progetto sia innovativo o riguardi un mercato in via di sviluppo, i soldi investiti si dicono solitamente venture capital. Anche gli hedge fund possono investire (a volte i loro investimenti sono ad alto rischio e speculativi). Pertanto, una startup con 0$ di capitale sociale può raccoglierlo con la vendita di azioni over the counter OTC e dunque tramite attività di angel investoring e venture capital financing, entrambe appartenenti al private equity financing. A sua volta, l'equity financing attraverso piattaforme private o pubbliche (ovvero le borse) è il contraltare di quello che in corporate finance si chiama debt financing, tale per cui una società startup si finanzia tramite il debito (ovvero prestiti bancari e obbligazioni). Non esiste un obbligo di capitale sociale massimo (una società può anche avere una capitalizzazione di borsa trilionaria) e più il capitale (denaro e altri asset) è alto, più la società di base appare solida anche se il fatto di avere la capitalizzazione azionaria/market cap più alta possibile non è necessariamente un pregio: il capitale sociale può essere esuberante rispetto all'oggetto sociale perseguito e, se in più i profitti non sono altissimi, gli azionisti ormai numerosissimi riceverebbero un dividendo basso e anche molto frazionato.
Tra le altre rules, si contano quelle per cui i dividendi possono non essere distribuiti in alcune occasioni per prevenire la diluizione degli asset (tipicamente, quando i dividendi sono una cifra eccessiva e che porta a una diminuzione molto forte del capitale sociale). Lo stesso avviene quando si impongono dei limiti nel riacquisto delle azioni (shares repurchase) da parte della corporation quando un socio ritira l'investimento: in questa occasione, i soldi infatti sono restituiti agli azionisti, il che porta a una diminuzione del capitale sociale. Quando avviene una perdita di capitale (loss of capital) al di sotto del minimo richiesto (di solito se scende al di sotto di metà del capitale minimo), negli ordinamenti europei vige l'obbligo di riunire in via straordinaria l'assemblea dei soci per adottare una contromisura o discutere la liquidazione; in Francia e Italia invece avviene una liquidazione automatica e la linea rossa è pari al capitale minimo stesso, ragion per cui le regole previste sono piuttosto strette. Come via di mezzo, in Germania e Svizzera la società apre la procedura di bancarotta se il patrimonio netto (net assets) si azzera. Si parte dal presupposto che una società che subisce una certa perdita perde la credibilità, come anche una società nata senza un capitale minimo o con capitale pari a zero (ma questo modo di pensare è assente al di fuori dell'Europa). In più, viene calcolato il rischio che, durante il tentativo di arginamento della perdita o di negoziazione (o il periodo di inesorabile declino, "decline/twilight"), possono originarsi degli opportunismi: se si agisce direttamente, questo rischio viene allontanato. In svariati paesi europei e in Giappone, il capitale sociale si può ridurre se contemporaneamente si danno delle protezioni ai creditori, e.g. garanzie di terze parti.

### La protezione degli obbligazionisti con i bond covenant
Esiste anche un conflitto tra società e creditori nella misura in cui gli azionisti, che in corporate financing permettono l’equity financing (finanziamento non a debito) e possono anche essere dei fondi gestiti da un manager o un loro comitato, possono avere dei conflitti di agency verso un tipo particolare di creditori, ovvero gli obbligazionisti. In altre parole, la società e/o gli shareholder possono essere opportunisti o negligenti non solo verso fornitori, banche e lavoratori, ma anche contro i bondholder. Questi ultimi sono considerati creditori siccome, comprando le obbligazioni, a una data di maturità esigono il ripagamento del denaro prestato maggiorato di interessi detti “coupon rate”. I prestiti in banca e l’emissione di obbligazioni poi comprate dunque rappresentano il finanziamento attraverso il debito, ovvero il debt financing, l’opposto dell’equity financing. Quando si raccoglie capitale (funding/financing) attraverso l’innalzamento del livello di equity o di liability, ciò impatta sulle statistiche e dati dei report finanziari, in primis il foglio di bilancio (l’aggiornamento è trimestrale se la società è quotata in borsa). Gli azionisti potrebbero tentare di ricevere profitti a scapito degli obbligazionisti. Lo strumento di risoluzione a questo conflitto è un gruppo di norme detto “bond covenant”, letteralmente “patto dell’obbligazione”, per indicare la protezione e tutela degli obbligazionisti. Il covenant è un insieme di accordi a cui la società si offre di sottostare, sono scritti in un contratto e accompagnano l’emissione di obbligazioni e il loro acquisto. Nel momento in cui i bondholder comprano le obbligazioni (ne esistono di più tipi, come le azioni), sono tutelati da queste rules e termini contrattuali legalmente vincolanti fino alla data di maturità (maturity date) siccome l’emittente (bond issuer, ovvero la corporation). Si ricorda che sia le azioni che i bond sono due prodotti finanziari classificati come “security”, ma le azioni sono legate all’equity, mentre le obbligazioni no. Esistono due categorie di bond covenant in base al contenuto: il negative covenant (o restrictive covenant) e l’affirmative covenant. Nel primo, l’emittente/la corporation si impegna a non intraprendere determinate scelte e attività fino alla data di maturità (e.g. non indebitarsi ulteriormente, limitare la distribuzione di dividendi agli azionisti o non intraprendere azioni che potrebbero essere lesive), quindi “restringe” il proprio campo di azione come forma di tutela. Nel secondo, l’emittente/la corporation si impegna a ottemperare ad alcune richieste, e.g. avere una performance pari o superiore a una soglia e non scendere al di sotto. Il bond covenant riguarda pure le obbligazioni statali (government bond o, negli Stati Uniti, Treasury Bond venduti alle aste). Se la corporation non rispetta il bond covenant, il rating dei suoi bond (siccome le agenzie di rating possono anche focalizzare la valutazione su un singolo prodotto finanziario) diminuisce. Nel caso raggiunga il livello minimo di valutazione o quasi, diventa junk-bond, cioè spazzatura. I junk-bond sono anche quei bond a rischio altissimo che come contraltare logico promettono guadagni altissimi e che di fatto sono spazzatura. Anche i bond statali possono essere soggetti a rating, essere promossi o declassati e essere etichettati come spazzatura. Se il rating è basso, questa security diventa poco attraente e dunque attirerà meno compratori e coloro che l’hanno comprata la rivenderanno in perdita, ammesso che qualcuno se la compri. Il rischio maggiore per un bondholder è non vedersi rimborsati i soldi maggiorati di interessi, situazione tale per cui la corporation va in default tecnico (technical default); il default, nel caso di bond statali, riguarda anche gli Stati, in generale si chiama insolvenza sovrana e avviene in contesti di crisi del debito. In sintesi, il bondholder deve affrontare un rischio più o meno alto di default (default risk). Se a monte il rischio è alto e in più la company non è di lunga data (e.g. una large-cap o mega-cap) ma è una nano-cap, il tasso di interesse si alza; se a monte è basso anche perché ci sono molti covenant allegati al bond e la compagnia non è una startup, il tasso di interesse si abbassa e il bondholder guadagna di meno. Il “covenant”, come concetto generico, si può legare anche ad altri contesti come forma di tutela nei contratti e accordi. Per esempio, si può usare sia in contesto di emissione di bond che in un contratto di M&A (merger and acquisition), ovvero di fusione, o nel business immobiliare, cioè nel settore del real estate. Nella liquidazione, si ricorda che gli obbligazionisti hanno il diritto di prelazione sugli azionisti. Ma gli obbligazionisti a priori non hanno diritto di voto: solo chi compra azioni ordinarie/comuni lo possiede, quindi devono essere fornitori di capitale a equity e non a debito.

## Diffusione del nome
La denominazione società per azioni, traduzione letterale dal tedesco Aktiengesellschaft (AG), è utilizzata, oltre che nelle nazioni di lingua tedesca e scandinava, in Italia (a partire dal 1942) e in Romania. Nella maggior parte dei paesi di lingua neolatina si usa, invece, l'espressione di origine francese società anonima (SA). In Gran Bretagna e negli altri paesi di common law si usa l'espressione limited company (Ltd) o public limited company (Plc) se le azioni sono quotate in borsa e quindi offerte al pubblico; negli Stati Uniti, però, si usano di solito le espressioni corporation (Corp.) o incorporated company (Inc.).
I vari nomi sottolineano diversi aspetti della disciplina di questo tipo di società. Infatti, l'espressione "società per azioni" sottolinea il fatto che le quote del capitale sociale sono rappresentate da titoli cartolari che possano circolare liberamente.
Il nome "società anonima" sottolinea il fatto che la società ha personalità giuridica e, dunque, agisce sotto il proprio nome, non quello degli azionisti, amministratori o dipendenti.
Anche la parola corporation indica la personalità giuridica (peraltro con significato più ampio, corrispondente a quello del termine "corporazione" usato nel linguaggio giuridico italiano).
Limited company, invece, evidenzia la responsabilità limitata dei soci e si potrebbe tradurre letteralmente con "società a responsabilità limitata" se questa espressione non avesse assunto, in molti paesi di civil law, un diverso significato, designando un altro tipo di società di capitali, non presente negli ordinamenti di common law, che si differenzia dalla società per azioni per il fatto che il suo capitale non è diviso in azioni.
Nei paesi anglosassoni si usa inoltre l'espressione joint stock company, anch'essa traducibile con "società per azioni", ma con un significato più ampio: designa, infatti, tutte le società il cui capitale è diviso in azioni, tenendo presente che in questi ordinamenti è possibile costituire anche società, aventi il capitale diviso in azioni e dotate di personalità giuridica, i cui soci sono illimitatamente responsabili (si parla, in questi casi, di unlimited company, espressione peraltro non in uso negli Stati Uniti). D'altra parte, in Gran Bretagna e in altri paesi di common law, accanto alla company limited by shares, la società per azioni, si trova la company limited by guarantee, che si differenzia perché il capitale non è diviso in azioni e la responsabilità dei soci è limitata all'importo che si sono obbligati a versare per contribuire al capitale della società nel caso venga messa in liquidazione; si tratta di una forma societaria utilizzata per lo più da organizzazioni no profit.
Negli Stati Uniti esiste poi la limited liability company (LLC), un sorta di ibrido tra società di persone e società di capitali, dotata di responsabilità limitata ma non personalità giuridica.
Questo è uno schema dei nomi delle società dei capitali nei principali paesi del mondo:
| Denominazione                                                             | Abbreviazione | Nazione              |
| ------------------------------------------------------------------------- | ------------- | -------------------- |
| Akcinė bendruovė                                                          | AB            | Lituania             |
| Uždara akcinė bendrovė                                                    | UAB           | Lituania             |
| Anonimi etairia (Ανώνυμη Εταιρεία)                                        | Α.Ε./ΑΕ (ΑΕ)  | Grecia               |
| Aktiebolag                                                                | AB            | Svezia               |
| Akcionerno družestvo (Акционерно дружество)                               | AD/EAD (АД)   | Bulgaria             |
| Akcionersko društvo (Акционерско друштво)                                 | AD (АД)       | Macedonia del Nord   |
| Akcionarsko društvo (Акционарско друштво)                                 | A.D. (А.Д.)   | Serbia               |
| Akcionarsko društvo (Акционарско друштво)                                 | A.D. (А.Д.)   | Montenegro           |
| Aktiengesellschaft                                                        | AG            | Austria              |
| Aktiengesellschaft                                                        | AG            | Germania             |
| Aktiengesellschaft, Société Anonyme, Società anonima                      | AG, SA        | Svizzera             |
| Aktsiaselts                                                               | AS            | Estonia              |
| Akciju Sabiedriba                                                         | AS            | Lettonia             |
| Delniška Družba                                                           | D.D.          | Slovenia             |
| Gǔfèn Gōngsī (股份公司)                                                   | –             | Cina                 |
| Dioničko društvo                                                          | d.d.          | Croazia              |
| Dioničko društvo                                                          | d.d.          | Bosnia ed Erzegovina |
| Aksjeselskap                                                              | A/S oppure AS | Norvegia             |
| Allmennaksjeselskap                                                       | ASA           | Norvegia             |
| Aktieselskab                                                              | A/S           | Danimarca            |
| Anonim Şirketi                                                            | A.Ş.          | Turchia              |
| Akciová společnost                                                        | a. s.         | Repubblica Ceca      |
| Akciová spoločnosť                                                        | a. s.         | Slovacchia           |
| Vidkryte Akcionerne Tovarystvo (Вiдкритe Акціонерне Тoвариство)           | BAT (ВАТ)     | Ucraina              |
| Akcionerne Tovarystvo (Акціонерне Товариство)                             | AT (АТ)       | Ucraina              |
| Berhad                                                                    | Bhd.          | Malaysia             |
| Kabushiki kaisha (株式会社)                                               | K.K.          | Giappone             |
| Limited company/Limitée                                                   | Ltd./Ltée     | Canada               |
| Corporation                                                               | Corp.         | Canada               |
| Incorporated Company/Incorporée                                           | Inc.          | Canada               |
| Société par actions de régime fédéral                                     | S.A.R.F       | Canada               |
| Limited company                                                           | LTD           | Australia            |
| Limited company                                                           | Ltd./PLC      | Gran Bretagna        |
| Limited company                                                           | LTD           | Stati Uniti          |
| Incorporated Company                                                      | Inc.          | Stati Uniti          |
| Corporation                                                               | Corp.         | Stati Uniti          |
| Limited company                                                           | LTD           | Nuova Zelanda        |
| Limited company/Teoranta                                                  | Ltd./Teo.     | Irlanda              |
| Limited company                                                           | LTD           | India                |
| Limited company                                                           | LTD           | Pakistan             |
| Naamloze Vennootschap                                                     | N.V.          | Paesi Bassi          |
| Naamloze vennootschap/Société anonyme                                     | N.V./SA       | Belgio               |
| Julkinen osakeyhtiö                                                       | OYJ (OY)      | Finlandia            |
| Public Joint Stock Company                                                | PJSC          | Emirati Arabi Uniti  |
| Perseroan Terbatas                                                        | PT.           | Indonesia            |
| Részvénytársaság                                                          | Rt.           | Ungheria             |
| Nyilvánosan működő részvénytársaságnak                                    | Nyrt./NyRt.   | Ungheria             |
| Zártkörűen működő részvénytársaságnak                                     | Zrt.          | Ungheria             |
| Shoqëria aksionare                                                        | Sh.A.         | Albania              |
| Sociedad Anónima                                                          | S.A.          | Argentina            |
| Sociedad Anónima                                                          | S.A.          | Spagna               |
| Sociedade Anônima                                                         | S.A.          | Brasile              |
| Sociedad Anónima                                                          | S.A.          | Cile                 |
| Sociedad Anónima de Capital Variable                                      | S.A. de C.V.  | Messico              |
| Sociedade Anónima                                                         | S.A.          | Portogallo           |
| Société Anonyme                                                           | S.A./SA       | Francia              |
| Société Anonyme/Aktiengesellschaft                                        | S.A./SA       | Lussemburgo          |
| Société par Actions Simplifiée                                            | S.A.S./SAS    | Francia              |
| Società per azioni                                                        | S.p.A.        | Italia               |
| Societate pe Acțiuni                                                      | S.A.          | Romania              |
| Spółka Akcyjna                                                            | S.A.          | Polonia              |
| Societas Europaea                                                         | SE            | Europa               |
| Sherkat-e Sahamiye Khass                                                  | S.S.K.        | Iran                 |
| Zakrytoe Akcionernoe Obščestvo (Закрытое Акционерное Общество)            | ZAO (ЗАО)     | Russia               |
| Otkrytoe Akcionernoe Obščestvo, Открытое Акционерное Общество             | OAO (ОАО)     | Russia               |
| Rossijskoe Akcionernoe Obščestvo, Российское Акционерное Общество         | RAO (РАО)     | Russia               |
| Jusik hoesa (주식회사 jusighoesa) (hanja 株式會社 - Pinyin zhūshì huìshè) | –             | Corea del Sud        |